# Orbigny (Indre-et-Loire)
Vous lisez un « bon article » labellisé en 2017.
Pour les articles homonymes, voir Orbigny.
Orbigny (prononcé /ɔʁbiɲi/) est une commune française du département d'Indre-et-Loire, en région Centre-Val de Loire.
Des vestiges préhistoriques ténus et parfois difficiles à interpréter (survivance toponymique d'anciens mégalithes, traces d'activité sidérurgique) sont retrouvés sur la commune. Une église y est fondée dès le VIe siècle et le territoire est peu à peu défriché alors qu'au Moyen Âge il se situe sur l'un des nombreux chemins menant vers Saint-Jacques-de-Compostelle et dispose des équipements nécessaires à l'accueil des pèlerins. Dès le XVIe siècle, des activités manufacturières (meunerie, verrerie, tuilerie, textile) se développent mais aucune ne survit à la révolution industrielle et à l'exode rural des XIXe et XXe siècles. La population communale en subit les conséquences puisque, si elle atteint plus de 1 400 habitants à la fin du XIXe siècle, elle ne s'établit en 2022  qu'à 756 habitants — la courbe semble se redresser légèrement depuis les années 1990. Pour autant, son statut de bourg permet à Orbigny de conserver une certaine activité économique encore dominée par l'agriculture — le blason et la devise de la commune témoignent de son attachement à ce secteur d'activité —, mais surtout par le commerce et les services. La situation géographique de la commune, aux confins de l'Indre-et-Loire, fait qu'elle est davantage tournée vers Saint-Aignan-sur-Cher et le département voisin de Loir-et-Cher que vers le pays lochois.
Seule la nef de l'église dédiée à saint Vincent est inscrite au titre des monuments historiques, mais le patrimoine bâti de la commune comporte également de nombreux châteaux et manoirs, ainsi que des édifices de plus petite taille comme des moulins, des fours (à chaux ou à pain) ou des puits. Le patrimoine naturel, qui ne fait l'objet d'aucune mesure de protection spécifique, est principalement constitué par la forêt de Brouard au nord et à l'est de la commune, conservatoire de flore et de faune.

## Géographie

### Localisation et communes limitrophes
Orbigny, commune rattachée au canton de Loches, est située dans l'extrême est de la Touraine à environ 46,3 km au sud-est de Tours, préfecture du département d'Indre-et-Loire. Elle est également implantée à 20,3 km au nord-est de Loches, sous-préfecture départementale et bureau centralisateur du canton de Loches, mais la ville importante la plus proche est Saint-Aignan-sur-Cher à 12,1 km vers l'est, dans le département voisin de Loir-et-Cher et Orbigny, bien qu'étant une commune du département d'Indre-et-Loire, fait partie du bassin de vie de Saint-Aignan-sur-Cher.
| - OpenStreetMap Limite communale d'Orbigny - Orbigny et ses communes limitrophes. - Orbigny (en rouge) dans le canton de Loches (en vert). |

| Céré-la-Ronde                       |         | Mareuil-sur-Cher (Loir-et-Cher)                                  |
| Genillé                             | Orbigny | Saint-Aignan-sur-Cher (Loir-et-Cher) Châteauvieux (Loir-et-Cher) |
| Beaumont-Village Villeloin-Coulangé |         | Nouans-les-Fontaines                                             |

Sur les huit communes limitrophes d'Orbigny, trois appartiennent au département de Loir-et-Cher.

### Géologie et relief

Carte géologique simplifiée d'Orbigny.
Bourg et limites communales
Tuffeau jaune turonien (C3c)
Argiles à silex cénozoïques (c4-6S)
Formations éocènes détritiques (eC)
Limons des plateaux quaternaires (LP)
Alluvions fluviatiles (Fy-z)

Le territoire communal d'Orbigny, comme toute la Touraine, fait partie du bassin parisien au sens géologique du terme, vaste zone sédimentaire s'étendant vers le sud jusqu'aux limites du Massif central, marquée dans le sud de la Touraine par des dépôts sédimentaires résultant d'avancées maritimes successives à partir du Crétacé supérieur.
La plus ancienne de ces strates sédimentaires est constituée par les sables du Cénomanien déposés 95 Ma before present (BP) ; elle est présente sur l'ensemble du territoire, mais n'affleure pas. Elle renferme une nappe de type aquifère (ou nappe « artésienne ») qui se caractérise par un bombement dont la surface piézométrique atteint, au niveau d'Orbigny, une altitude de 120 m. Le tuffeau jaune du Turonien supérieur (90 Ma BP) la recouvre (C3c). Sur les plateaux, de part et d'autre de la vallée de l'Olivet, cette formation s'est dégradée en argile à silex blanche (c4-6S) et s'est peu à peu recouverte à l'Éocène (de 55,8 à 33,9 Ma BP), au nord-est, des argiles à silex détritiques de la Gâtine de Loches et de Montrésor (eC). Sur la plus grande partie du territoire, ces différentes formations sont recouvertes de dépôts limoneux quaternaires (LP),,. L'Olivet et ses affluents ont creusé leurs cours dans cet ensemble, faisant apparaître la succession des strates sur les flancs de leurs vallées. Des alluvions sableuses et graveleuses (Fy-z) tapissent le fond de la vallée de l'Olivet.
Le territoire d'Orbigny affecte sensiblement la forme d'un quadrilatère allongé orienté du nord-ouest au sud-est, plateau plus haut vers le nord-est s'abaissant vers le sud-ouest — la « Ronde de Céré », point culminant du département, se trouve sur la commune de Céré-la-Ronde, tout près de la limite nord avec Orbigny. L'altitude maximale communale est de 182 m au nord, près de la Ronde, alors que le point le plus bas (98 m) se situe dans la vallée d'Olivet au sud-ouest, là où la rivière pénètre sur le territoire de Beaumont-Village.
Avec 6 588 ha, Orbigny est en superficie la seconde plus grande commune d'Indre-et-Loire derrière Loché-sur-Indrois. Orbigny était la commune la plus étendue du département jusqu'en 1823, année où Loché-sur-Indrois, en fusionnant avec Aubigny, prit la tête de ce classement départemental.

### Hydrographie et hydrologie

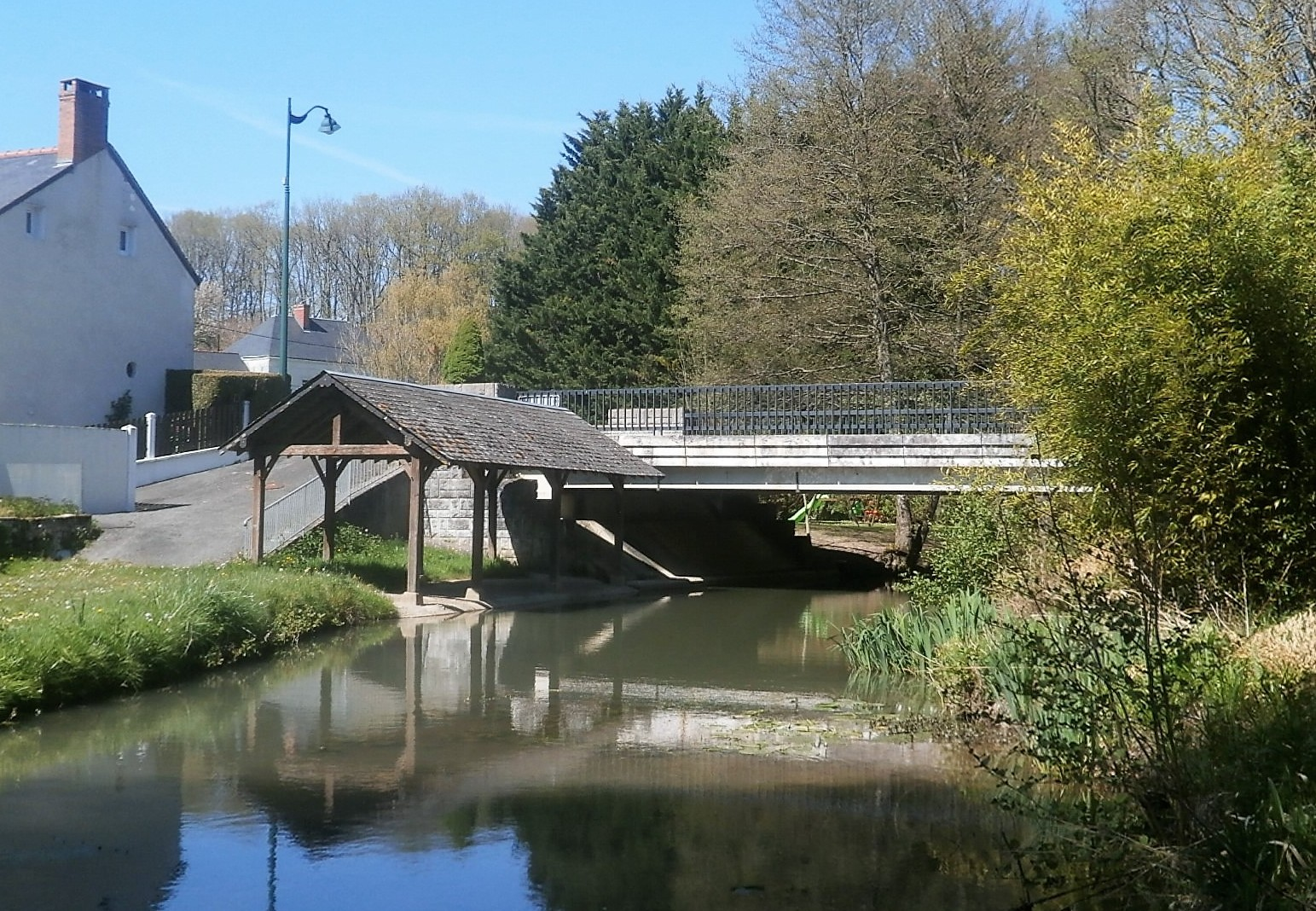
Lavoir et pont sur l'Olivet.

Le territoire communal est drainé par l'Olivet, affluent de la rive droite de l'Indrois, qui prend sa source sur le territoire d'Orbigny, près de la Ronde de Céré et qui coule du nord-nord-est vers le sud-sud-ouest et. La commune est entièrement inscrite dans le bassin versant de cette rivière, et la forêt de Brouard, sur la crête du nord au sud-est, marque la ligne de partage des eaux avec le bassin versant du Cher. L'Olivet reçoit, dans sa traversée d'Orbigny, le tribut de plusieurs ruisseaux temporaires ou permanents, ceux provenant de sa rive gauche étant les plus nombreux et les plus constants. Plusieurs plans d'eau et étangs, naturels ou artificiels — Jean-Mary Couderc, dans le chapitre du Dictionnaire des communes de Touraine qu'il consacre à Orbigny, en cite plus d'une douzaine —, complètent le dispositif hydrographique, les étangs artificiels étant parfois de petits barrages au niveau des moulins sur les cours de l'Olivet ou de ses affluents.
Rivière assez peu abondante (module de 0,396 m3/s observé à Beaumont-Village), l'Olivet est cependant sujet à des variations saisonnières de débit importantes (de 0,081 m3/s au mois d'août à 0,943 m3/s en février), la période des basses eaux estivales étant fortement marquée. Pour autant, le débit instantané maximal enregistré à Beaumont-Village a été de 46,5 m3/s le 17 mai 1988, tandis que la valeur journalière maximale était de 26,4 m3/s le 12 mai 1985, phénomène pouvant se répéter tous les 15 à 20 ans. À l'inverse, l'importante baisse du débit de la rivière, notamment en période estivale, peut conduire, comme en 2011, à la prise d'un arrêté préfectoral réglementant les usages de ses eaux et interdisant notamment tout prélèvement direct dans son lit.
Neuf zones humides ont été répertoriées sur la commune par la direction départementale des territoires (DDT) et le conseil départemental d'Indre-et-Loire : « les étangs du Fay et du Buisson », « l'étang de Ferté », « l'étang Rouillé », « l'étang de l'Aubrière », « l'étang du Château du Mousseau », « l'étang de la Boufferie de Ville », « la vallée du Ruisseau de l'Olivet d'Orbigny à la confluence », « l'étang des Assis » et « la vallée du Ruisseau de l'Olivet du Haut Bonnet à Beauregard »,.

### Paysages naturels

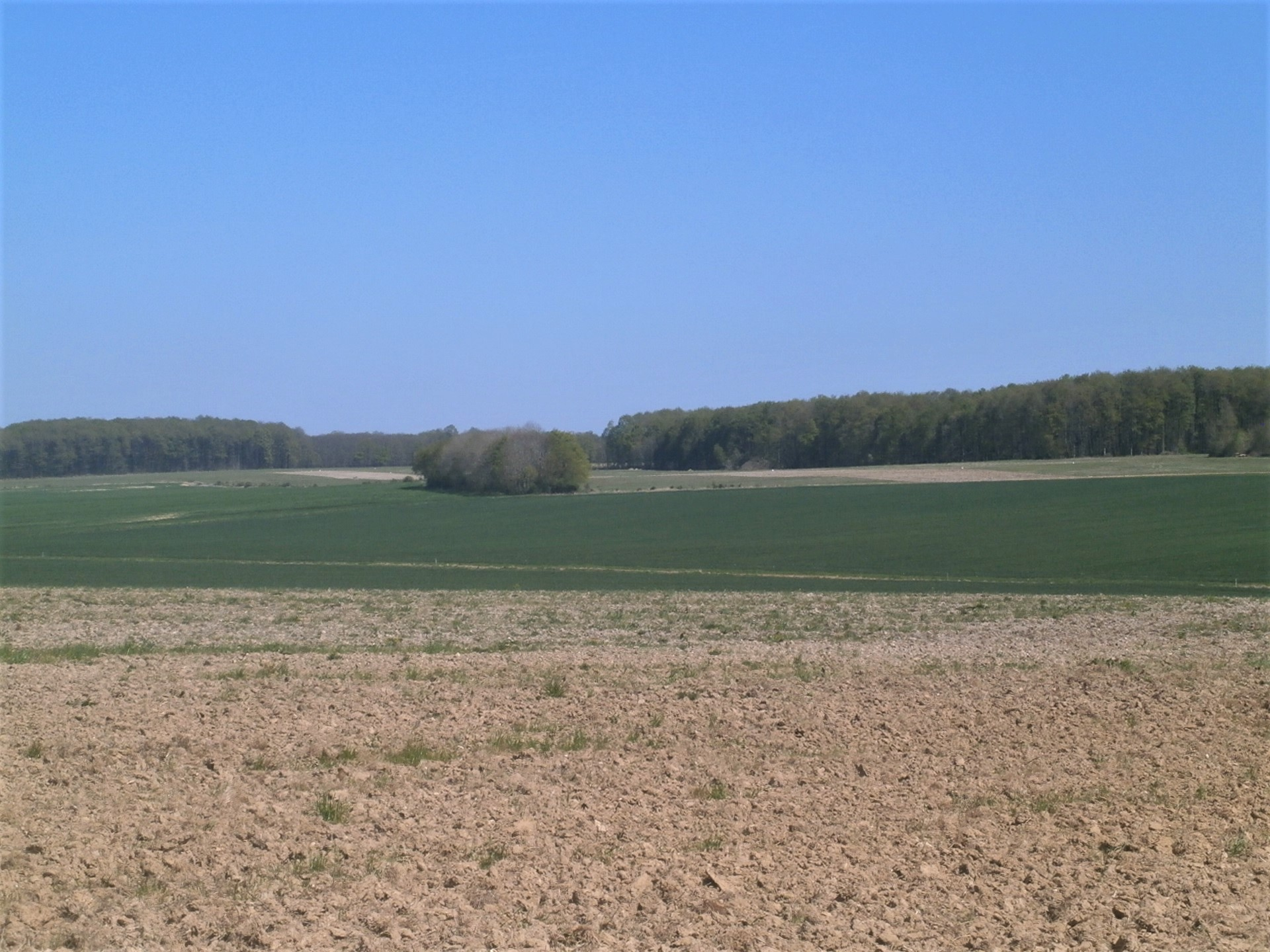
Paysage de grands champs ouverts avec au lointain la forêt de Brouard.

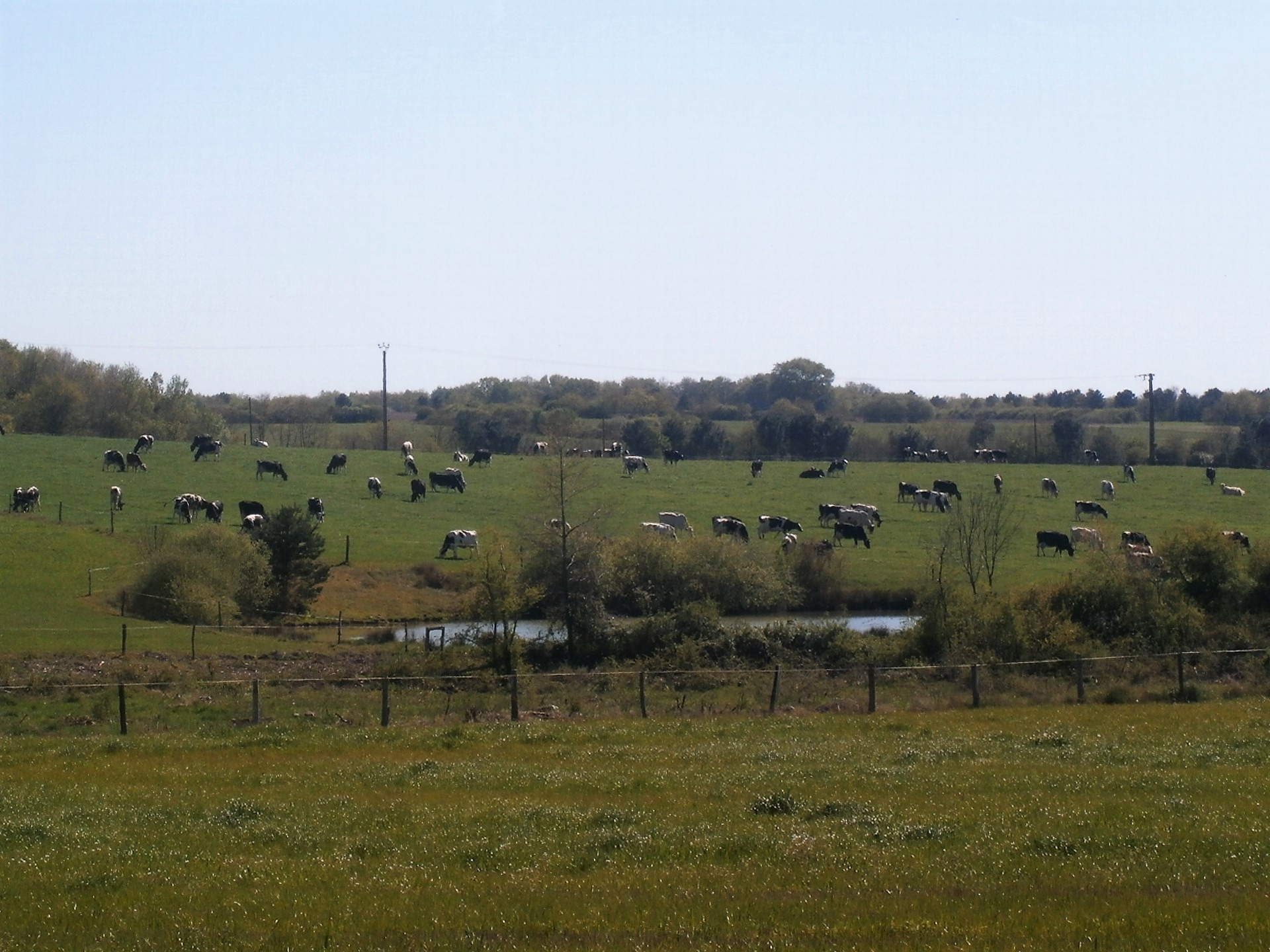
Paysage de bocage consacré à l'élevage bovin.

Les bois, notamment la forêt de Brouard et les bois de la Lardière fortement dégradés par une surexploitation liée aux besoins des anciennes activités métallurgiques, représentent 27 % de la surface du territoire communal en 1987, ce taux s'élevant même à plus de 30 % selon un inventaire communal réalisé en 1998. Sur la portion du massif de Brouard appartenant au territoire orbignois, le défrichement systématique de bois jeune, opération destinée à fournir un matériau combustible, a généré l'appartion d'une lande. La forêt de Brouard, qui limite le territoire vers l'est, est un vestige de la forêt médiévale de Chedon,. Les essences naturellement prédominantes sont le chêne, le bouleau et le tremble, mais les plantations de résineux ont été nombreuses dans le troisième quart du XXe siècle.
Les défrichements et la mise en culture des sols se sont probablement opérés à partir de la vallée de l'Olivet vers les limites du territoire et les agriculteurs ont, avant le remembrement communal général des années 1980, regroupé leurs parcelles, aboutissant à de grands champs ouverts, même si les haies ont localement gardé leur place et délimitent toujours les pâturages dans un paysage de bocage , surtout sur les parties vallonnées de la commune ou les pentes de la vallée de l'Olivet. Les prairies permanentes occupent encore, en 2010, près de 150 ha.

### Climat
Pour des articles plus généraux, voir Climat du Centre-Val de Loire et Climat d'Indre-et-Loire.
En 2010, le climat de la commune est de type climat océanique dégradé des plaines du Centre et du Nord, selon une étude du CNRS s'appuyant sur une série de données couvrant la période 1971-2000. En 2020, Météo-France publie une typologie des climats de la France métropolitaine dans laquelle la commune est exposée à un climat océanique altéré et est dans une zone de transition entre les régions climatiques « Moyenne vallée de la Loire » et « Centre et contreforts nord du Massif Central ».
Pour la période 1971-2000, la température annuelle moyenne est de 11 °C, avec une amplitude thermique annuelle de 15,1 °C. Le cumul annuel moyen de précipitations est de 726 mm, avec 11,5 jours de précipitations en janvier et 7 jours en juillet. Pour la période 1991-2020, la température moyenne annuelle observée sur la station météorologique de Météo-France la plus proche, sur la commune de Lye à 18 km à vol d'oiseau, est de 12,1 °C et le cumul annuel moyen de précipitations est de 673,1 mm,. Pour l'avenir, les paramètres climatiques de la commune estimés pour 2050 selon différents scénarios d'émission de gaz à effet de serre sont consultables sur un site dédié publié par Météo-France en novembre 2022.

### Voies de communication et transports
La D 81, qui du nord-ouest au sud-est, relie la vallée du Cher à Écueillé, traverse Céré-la-Ronde puis Nouans-les-Fontaines, après être passée par le centre d'Orbigny. La D 89 vient de Genillé à l'ouest et se dirige vers Saint-Aignan-sur-Cher au nord-est, passant également par le bourg d'Orbigny. Vers le sud-ouest, c'est la D 11 qui permet de rejoindre Montrésor. Dans le bourg d'Orbigny lui-même, en aval immédiat du pont sur l'Olivet, un gué est toujours fonctionnel.
Le bourg d'Orbigny se trouve ainsi au centre d'un réseau de routes rayonnant vers les chefs-lieux des communes voisines. Ce réseau permet également d'atteindre des itinéraires à plus grande circulation, comme la route de la vallée du Cher ou celle de Blois à la vallée de la Dordogne ou encore l'autoroute A 85 d'Angers à Vierzon par Saint-Aignan-sur-Cher et la sortie no 12.
Orbigny n'est directement desservie par aucun réseau de transport collectif routier. Les habitants doivent se rendre à Genillé pour accéder au réseau Fil Vert du conseil départemental d'Indre-et-Loire ou à Saint-Aignan-sur-Cher pour bénéficier du réseau des Transports du Loir-et-Cher qui opère par délégation du conseil départemental de Loir-et-Cher.

## Toponymie

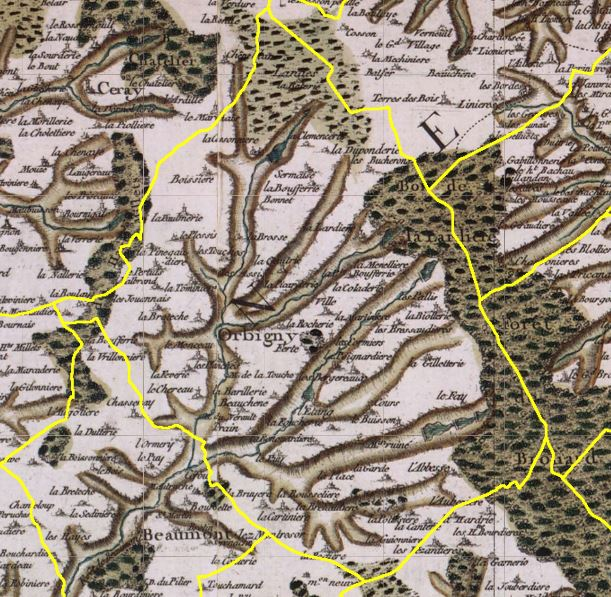
Orbigny sur la carte de Cassini.
Les limites communales apparaissent en jaune.

| Formes successives du nom attestées pour la paroisse, : - Orbiniacum ou Orbaniacum : VIe siècle, Histoire des Francs de Grégoire de Tours (livre X, chapitre 31) ; - Orbegniacum : 1226, charte de l'abbaye de Marmoutier ; - Villa de Orbegneio : 1267, cartulaire de l'abbaye de Villeloin ; - Orbeigné : 1290, pouillé de Tours ; - Orbigny : v. 1765, carte de Cassini ; - Orbigny : 1828, cadastre napoléonien rénové en 1969 ; - Orbigny : 1855, carte d'État-Major du département d'Indre-et-Loire. |

La plus ancienne mention attestée d'Orbigny se trouve dans l'Histoire des Francs de Grégoire de Tours (livre X, chapitre 31) où il est dit que l'évêque de Tours Euphrône fit bâtir une église à Orbiniacum, probablement dans le troisième quart du VIe siècle. Le toponyme est ensuite mentionné sous sa forme française, jusqu'à sa graphie définitive sur la carte de Cassini.
Les toponymistes sont unanimes pour expliquer l'étymologie du toponyme par  l'anthroponyme latin Urbanus, suivi du suffixe gaulois -(i)acu(m), localisant et marquant par la suite la propriété,. Cependant, selon Xavier Delamarre, l'anthroponyme latin Urbanus s'est peut-être confondu avec un nom de personne gaulois *Orbanos, non attesté. L'hypothétique nom de personne gaulois *Orbanos reposerait sur la racine orbios « héritier ».
Comme l'indique le toponyme issu du latin podium (lieu élevé), « le Peu » correspond à un petit promontoire au sud de la commune. « Le Caillou », « le Chillou », « les Piles de Biard » ou « les Quatre Bornes » peuvent faire référence à des mégalithes, dolmens ou plus probablement menhirs, disparus. D'autres micro-toponymes, « Beauchêne », « la Boissière », « les Bûcherons » ou « la Touche » sont révélateurs de la présence d'anciens bois dans des secteurs aujourd'hui défrichés. « L'Éclairce », qui n'apparaît qu'à la fin du XIXe siècle, a la même origine toponymique. Des noms comme « la Bretèche » ou « Ferté » signalent la présence d'anciens édifices fortifiés dont les reconstructions successives ont fait disparaître presque totalement les traces d'équipements défensifs. « La Grande Cour », un lieu-dit disparu, a pu être une ancienne cour (cortis) carolingienne, ensemble de bâtiments clos pour un riche propriétaire et ses domestiques. Le « champ des Bourdons » rappelle l'existence d'un itinéraire médiéval de pèlerinage à Saint-Jacques-de-Compostelle. Plusieurs micro-toponymes (« le Mineray », « les Noues du Fer », « le Mâchefer ») sont sans aucun doute des indices de très anciennes activités liées à l'exploitation et au traitement du minerai de fer, fréquentes dans la région. Enfin, « Les Verreries », dans la forêt de Brouard, perpétuent le souvenir des ateliers de verriers qui y étaient installés dès le XVIe siècle.

## Urbanisme

### Typologie
Au 1er janvier 2024, Orbigny est catégorisée commune rurale à habitat dispersé, selon la nouvelle grille communale de densité à sept niveaux définie par l'Insee en 2022.
Elle est située hors unité urbaine et hors attraction des villes,.

### Occupation des sols
L'occupation des sols de la commune, telle qu'elle ressort de la base de données européenne d’occupation biophysique des sols Corine Land Cover (CLC), est marquée par l'importance des territoires agricoles (67 % en 2018), en diminution par rapport à 1990 (70 %). La répartition détaillée en 2018 est la suivante : 
terres arables (50,8 %), forêts (32,6 %), prairies (12 %), zones agricoles hétérogènes (4,2 %), zones urbanisées (0,4 %). L'évolution de l’occupation des sols de la commune et de ses infrastructures peut être observée sur les différentes représentations cartographiques du territoire : la carte de Cassini (XVIIIe siècle), la carte d'état-major (1820-1866) et les cartes ou photos aériennes de l'IGN pour la période actuelle (1950 à aujourd'hui).

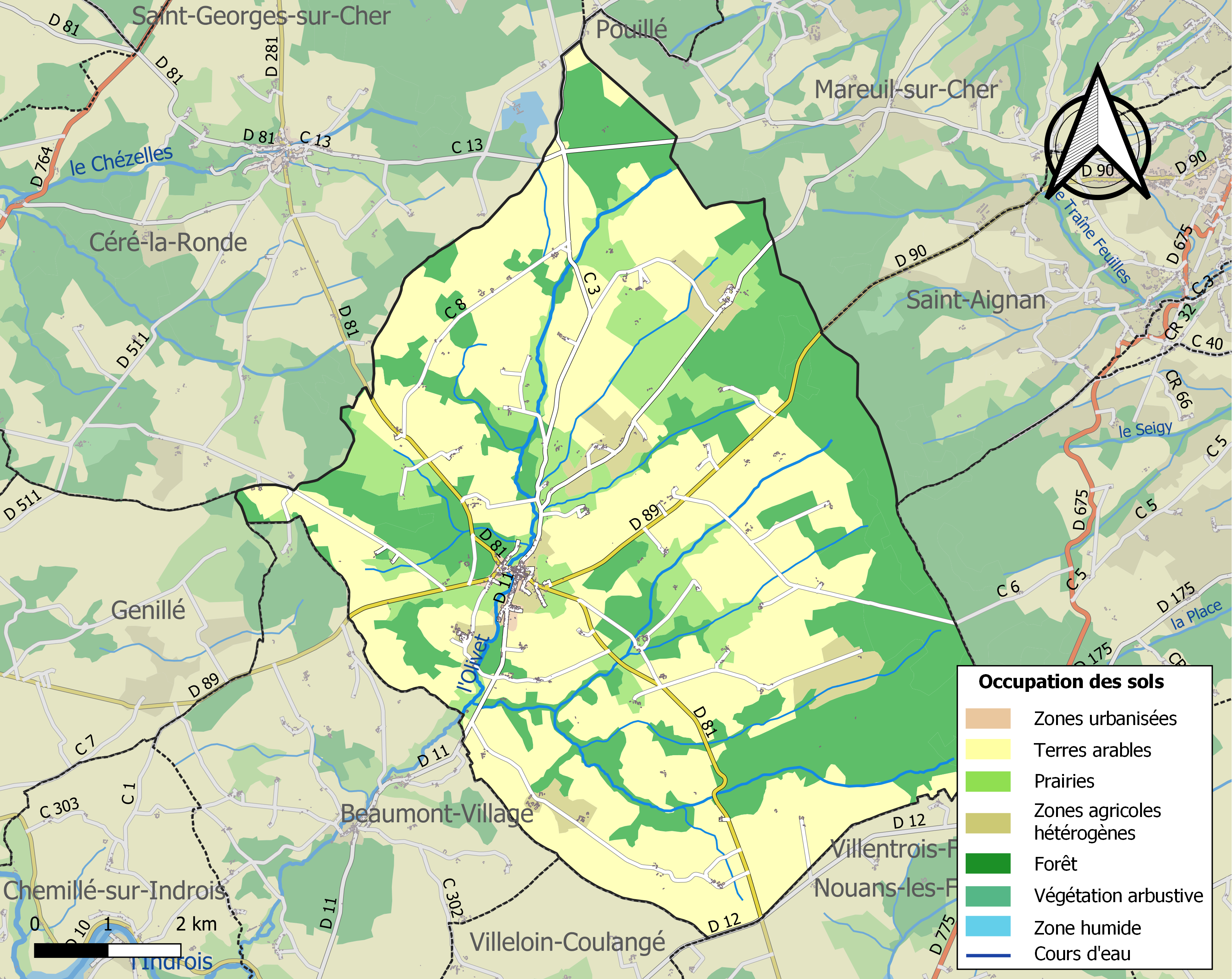
Carte des infrastructures et de l'occupation des sols de la commune en 2018 (CLC).

### Morphologie urbaine
- « Vieux bourg » (jusqu'au XIXe siècle)
- Extensions modernes (XXe et XXIe siècles)

Développement urbain d'Orbigny.
« Vieux bourg » (jusqu'au XIXe siècle)
Extensions modernes

Jusqu'au XVIIIe siècle, le bourg d'Orbigny reste groupé autour de l'église sur la rive gauche de l'Olivet sans s'étendre sur l'autre rive. Les premières extensions apparaissent sur le cadastre napoléonien, puis la carte d'état major, le long des voies qui rayonnent à partir du centre ; des hameaux auparavant bien individualisés se trouvent englobés dans le bourg. C'est à nouveau le long des routes, agrandissant le périmètre urbain par digitation, que sont construits des lotissements depuis les années 1970 jusqu'aux années 2010. Aux XXe et XXIe siècles, le centre du village est modifié par plusieurs démolitions, constructions ou réhabilitations s'accompagnant de plans d'alignement. Les fermes et hameaux sont dispersés sur l'ensemble du territoire ; implantés à proximité des points d'eau de la commune, ils sont nombreux : 74 écarts sont recensés sur la carte d'état major, nombre porté à 77 au XXIe siècle. Les fermes sont généralement constituées d'une longère progressivement complétée de plusieurs dépendances ou hangars fermant plus ou moins complètement la cour.
Si l'architecture des bâtiments est très variable, les matériaux employés sont, au moins pour les constructions précédant la Seconde Guerre mondiale, assez constants : murs en appareil irrégulier de moellons calcaires ou siliceux recouvert d'enduit, chaînage aux angles et encadrement des baies en tuffeau. Les tuiles constituant traditionnellement la couverture, souvent fabriquées localement, cèdent peu à peu la place aux ardoises.
Les recensements de la première moitié du XXe siècle montrent que, malgré le nombre important de fermes et de hameaux, 27 à 33 % de la population de la commune réside alors dans le bourg lui-même. Toutefois, à la fin du XXe siècle, la construction d'un lotissement au lieu-dit « les Bûcherons », en lisière de la forêt de Brouard, aurait dû constituer l'amorce d'un pôle d'urbanisation éloigné du bourg, si elle n'avait été bloquée pour des motifs de sécurité (accès routier).

### Logement
Le tableau ci-dessous présente une comparaison de quelques indicateurs chiffrés du logement pour Orbigny et l'ensemble de l'Indre-et-Loire en 2013,. Les résultats sont exprimés en pourcentages des parcs immobiliers respectifs : 439 logements pour Orbigny, 308 515 pour l'ensemble du département.
|                                                        | Orbigny | Indre-et-Loire |
| ------------------------------------------------------ | ------- | -------------- |
| Part des résidences principales (en %)                 | 77,4    | 87,9           |
| Part des logements vacants (en %)                      | 10,0    | 7,6            |
| Part des ménages propriétaires de leur logement (en %) | 69,7    | 59,1           |

Le taux de logements vacants est élevé par rapport à la moyenne départementale, et il a presque doublé depuis 2008. Même si le pourcentage de ménages propriétaires de leur résidence principale est plus important que pour l'ensemble de l'Indre-et-Loire, 27,8 % des occupants sont locataires de leur résidence principale en 2013.
Le parc des résidences principales s'est accru de 56 % entre 1970 et 2013 grâce à la construction de 120 logements, dont plus de 90 % de maisons individuelles. Seuls 5,6 % des habitants résident à Orbigny depuis moins de 2 ans.

### Projets d'aménagement
La construction d'un nouveau centre de secours des sapeurs pompiers est envisagée en 2014 mais en 2016 la décision finale n'est toujours pas prise par le conseil départemental. Si la commune ne possède pas de plan local d'urbanisme, elle s'est dotée dès 2007 d'une carte communale.

### Risques naturels et technologiques

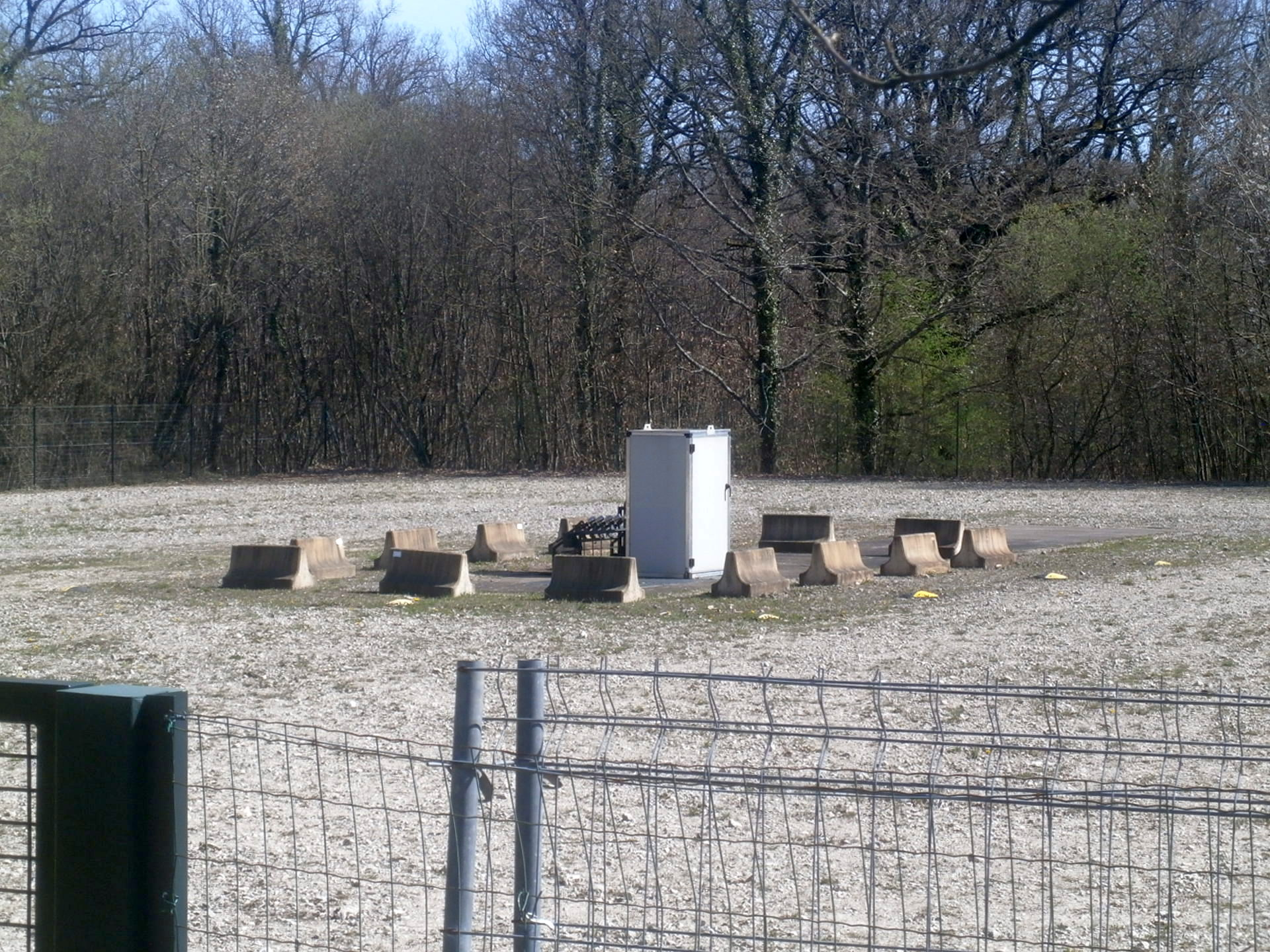
Puits de gaz au nord de la commune.

Jusqu'en 2016 inclus, la commune d'Orbigny a fait l'objet de cinq arrêtés de reconnaissance de catastrophe naturelle, quatre pour inondations et coulées de boue consécutives à des crues de l'Olivet ou des fortes précipitations sur son bassin versant, un pour des mouvements de terrain consécutifs à la sécheresse ,,. Le territoire d'Orbigny est soumis à un risque sismique faible (niveau 2 sur une échelle de 1 à 5).
Une zone de stockage souterrain de gaz d'une capacité maximale de 1,2 million de m3 se trouve en grande partie sur la commune limitrophe de Céré-la-Ronde, à plus de 900 m de profondeur, dans des terrains du Trias. Elle est classée risque Seveso seuil haut. Le nord de la commune d'Orbigny est ainsi concerné par un plan de prévention des risques technologiques (PPRT) pour des risques de « combustion » (en cas d'incendie) et/ou de « surpression » (en cas d'explosion) liés à la présence de cette entreprise et l'un des 26 puits descendant dans la poche de gaz se trouve sur la commune d'Orbigny, à l'orée de la forêt de Brouard, la zone de stockage s'étendant partiellement dans le sous-sol de la commune.

## Histoire

### De la Préhistoire à l'Antiquité

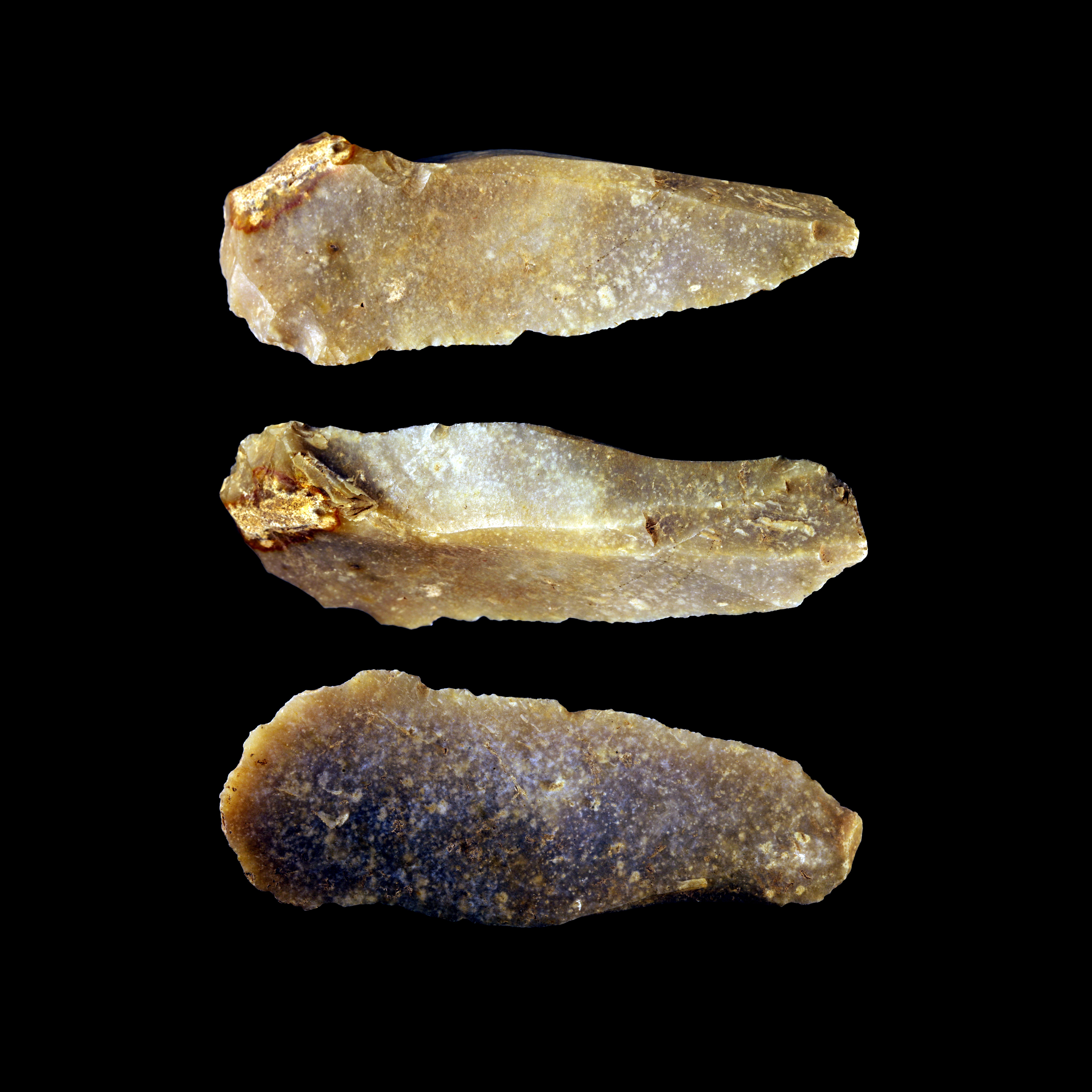
Outils lithiques magdaléniens comparables à ceux du site de la Ronde de Céré.

À l'extrême nord du territoire communal (« la Pyramide », près de la Ronde de Céré), des fouilles dans les années 1960 puis 1980 mettent en évidence des silex du Magdalénien ancien. La présence d'outils ou de fragments d'outils en silex retrouvés en surface sur plusieurs sites témoigne d'un peuplement, peut-être nomade, sur le territoire d'Orbigny à l'époque néolithique. Il semble probable que les premiers habitats permanents se soient cantonnés dans la vallée de l'Olivet. Le souvenir d'éventuels anciens mégalithes à Orbigny n'apparaît plus que dans la toponymie ; les mégalithes qui subsistent en Indre-et-Loire, et notamment dans le sud du département, paraissent avoir été érigés au Néolithique final (fin du troisième millénaire av. J.-C.). Les vestiges attestés de l'âge du bronze sont rares : une seule petite hache a été retrouvée sur la commune. De nombreux emplacements de fourneaux protohistoriques, liés à la richesse du sol en minerai de fer, sont retrouvés sur le territoire communal en forêt de Brouard, mais leur datation est impossible.
Au XXIe siècle, aucun vestige antique n'est attesté sur la commune d'Orbigny, à l'exception d'une voie secondaire reliant la vallée de la Vienne (Vouneuil-sur-Vienne) à celle du Cher (Montrichard). Cette voie nord-sud passait par le lieu-dit « Céphoux ».

### Moyen Âge
La construction d'une église à Orbigny dès le VIe siècle, fondée par Euphrône, l'un des évêques de Tours et attestée dans les œuvres de Grégoire de Tours,, est l'indice de la christianisation précoce d'un territoire qui, au cours du Haut Moyen Âge et jusqu'au IXe siècle, appartient au pagus Turonicus,. À cette période, le site orbignois trouve son emplacement au sein des marges méridionales de cette ancienne entité administrative et l'église d'Orbigny, probablement construite sous l'impulsion de l'évêque de Tours saint Euphrône, s'avère un élément structurant du territoire paroissial qui s'organise autour d'elle.

Partie ouest de l'enclos médiéval sur le cadastre napoléonien.

En 1156, un document rendant un jugement en faveur de l'abbaye de Villeloin mentionne un unique moulin à Orbigny sur le cours de l'Olivet, mais sa localisation précise est impossible. Au XIIIe siècle, l'église d'Orbigny est la propriété du trésorier du chapitre de la cathédrale de Tours. À la même époque, une charte suggère l'existence d'une limite matérielle (simple bornage, fossé ou palissade) à la villa de Orbegneio dont les dimensions sont estimées à 140 × 75 m autour de l'église ; les rues Henri-Bonin et Sylvain-et-Médéric-Gervais en marqueraient, à l'ouest, la limite intérieure. Ce document fait état de l'arbitrage par l'archevêque de Tours Jean de la Faye dans un différend opposant le seigneur de Montrésor au trésorier du chapitre de Tours qui revendiquent tous deux le prélèvement du cens sur la paroisse d'Orbigny. C'est également au Moyen Âge qu'Orbigny est fort probablement situé sur un itinéraire de pèlerinage vers Saint-Jacques-de-Compostelle. Venant de Montrichard, ce chemin passe par Orbigny, où il rencontre un autre itinéraire venant de Saint-Aignan-sur-Cher et se dirige vers Montrésor puis Châtillon-sur-Indre avant de gagner Limoges. Orbigny possède alors une maison-Dieu, une maladrerie et une maison du temple, aménagements fréquents sur les chemins de pèlerinage mais qui ne sont pas précisément localisés à Orbigny. Le souvenir de ce chemin subsiste encore dans la toponymie.

### Temps modernes

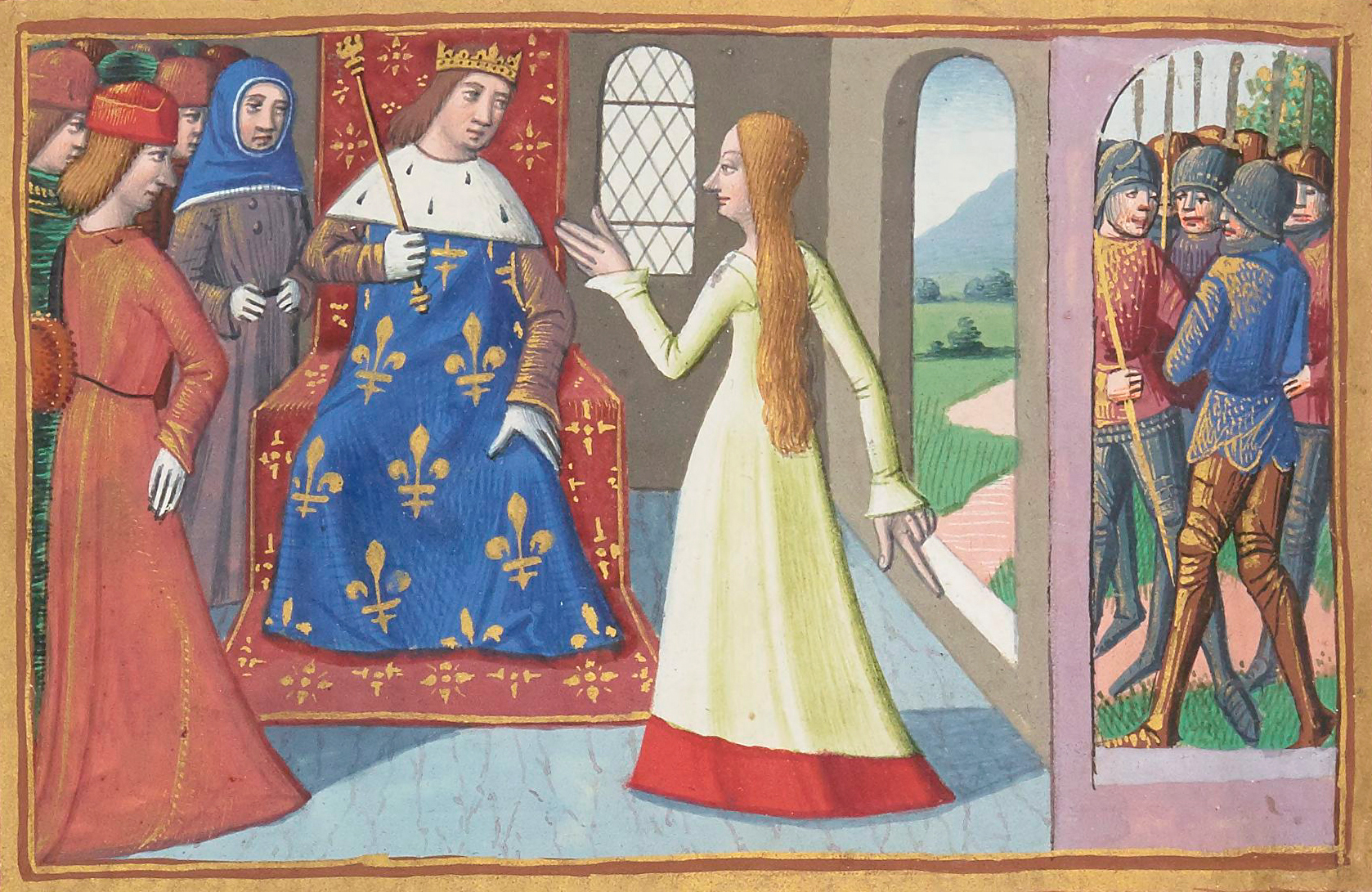
Jeanne d'Arc convainc le roi Charles VII et son Conseil de poursuivre le siège de Troyes. Enluminure du manuscrit Les Vigiles de Charles VII de Martial d'Auvergne, Paris, BnF, département des Manuscrits, fin du XVe siècle.

Selon une tradition locale, Jeanne d’Arc serait passée par Orbigny, après sa victoire sur les Anglais en 1429 à Orléans, pour se rendre à Chinon et persuader le futur Charles VII d'accepter le trône de France. Le fait n'est pas vérifiable ; l'itinéraire précis de Jeanne d'Arc entre Gien (Loiret) et Sainte-Catherine-de-Fierbois (Indre-et-Loire) où elle arrive le 5 mars 1429, étapes attestées sur le chemin de Chinon, n'est pas connu. Une rue d'Orbigny est cependant baptisée du nom de Jeanne d'Arc.
En 1590, des « ligueurs » s'installent au château de l'Estang d'où ils mènent des expéditions pour mettre à sac les propriétés environnantes. Ils en sont chassés par le corps d'armée basé à Loches. En réalité, et même si de véritables ligueurs opèrent dans la région — Selles-sur-Cher, à 30 km d'Orbigny, est une ville acquise à la Ligue —, il s'agit probablement là de pillards justifiant leurs exactions par des motifs religieux. L'insécurité n'empêche toutefois pas le développement et la diversification des activités manufacturières : à la meunerie déjà connue s'ajoute la verrerie destinée à la fabrication de verre à vitre, attestée dès le XVIe siècle.

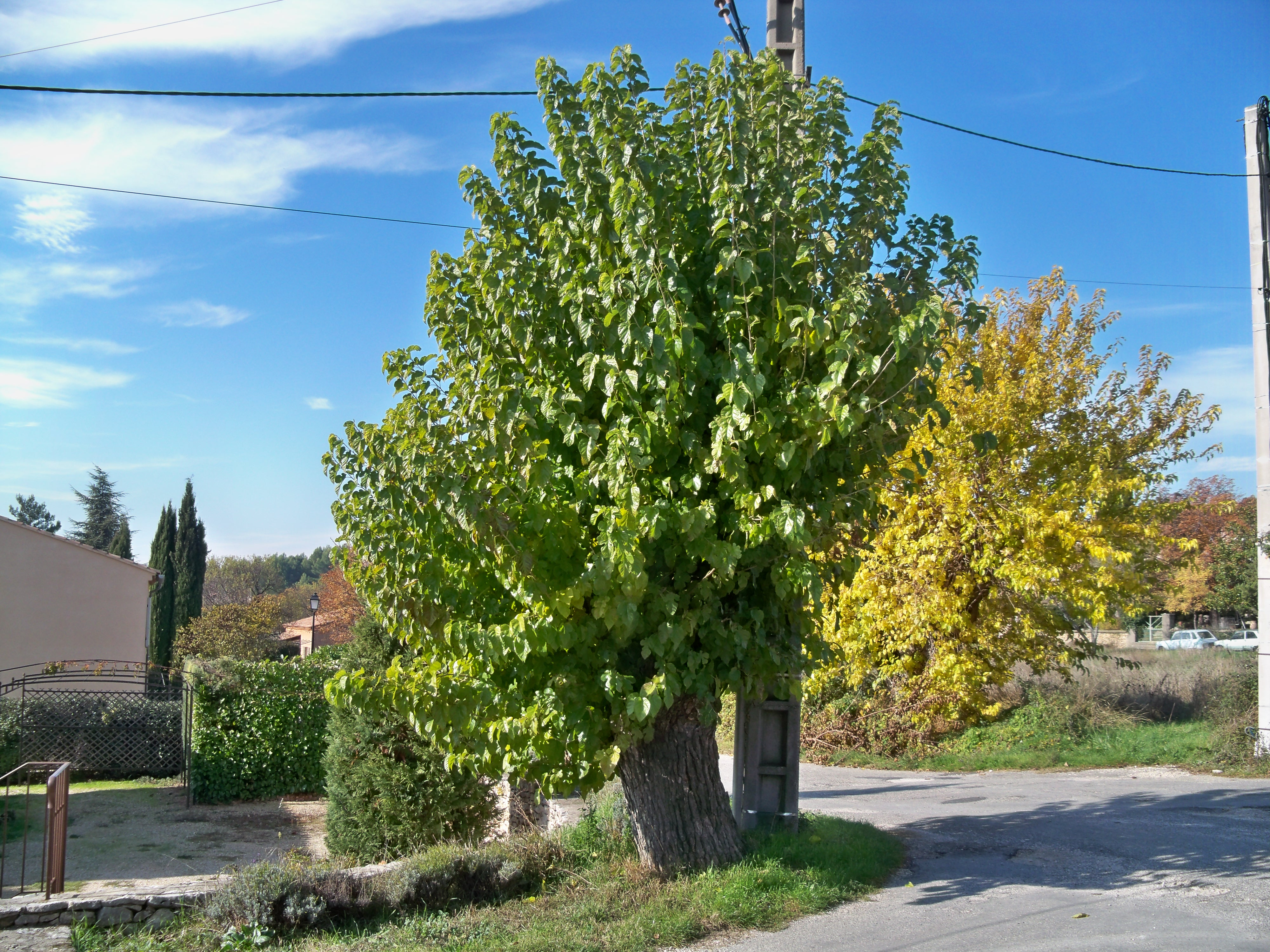
Mûrier blanc.

Au début des années 1780, alors que plusieurs domaines seigneuriaux de taille modeste et relevant de la juridiction de Loches font l'objet de tractations immobilières, la seigneurie orbignoise de Silon est cédée pour la somme de 10 360 livres tournois. Lors des États généraux de 1789, les habitants d'Orbigny expriment dans leurs cahiers de doléances leur souhait de ne voir subsister que les impôts prélevés sur le plan national, cette mesure devant s'accompagner d'une révision du calcul de leur assiette qui prendrait en compte aussi bien la noblesse et le clergé que le tiers état ; ils demandent la simplification des mesures administratives et réclament la gratuité des services religieux (baptêmes, mariages, enterrements). Dans le cadre de la création des communes, après adoption de la loi du 14 décembre 1789, la commune d'Orbigny voit le jour, dans des limites territoriales identiques à celles de l'ancienne paroisse. L'industrie textile se développe à Orbigny au XVIIIe siècle, tout comme dans des communes proches, Montrésor par exemple. Ainsi, au début du siècle, une douzaine de métiers à tisser emploient 40 personnes. Ces métiers sont établis sur les bords de l'Olivet dont ils exploitent la force motrice. Dans la seconde moitié du XVIIIe siècle, des élevages de ver à soie et des plantations de mûrier blanc sont recensés dans la commune.

### Époque contemporaine

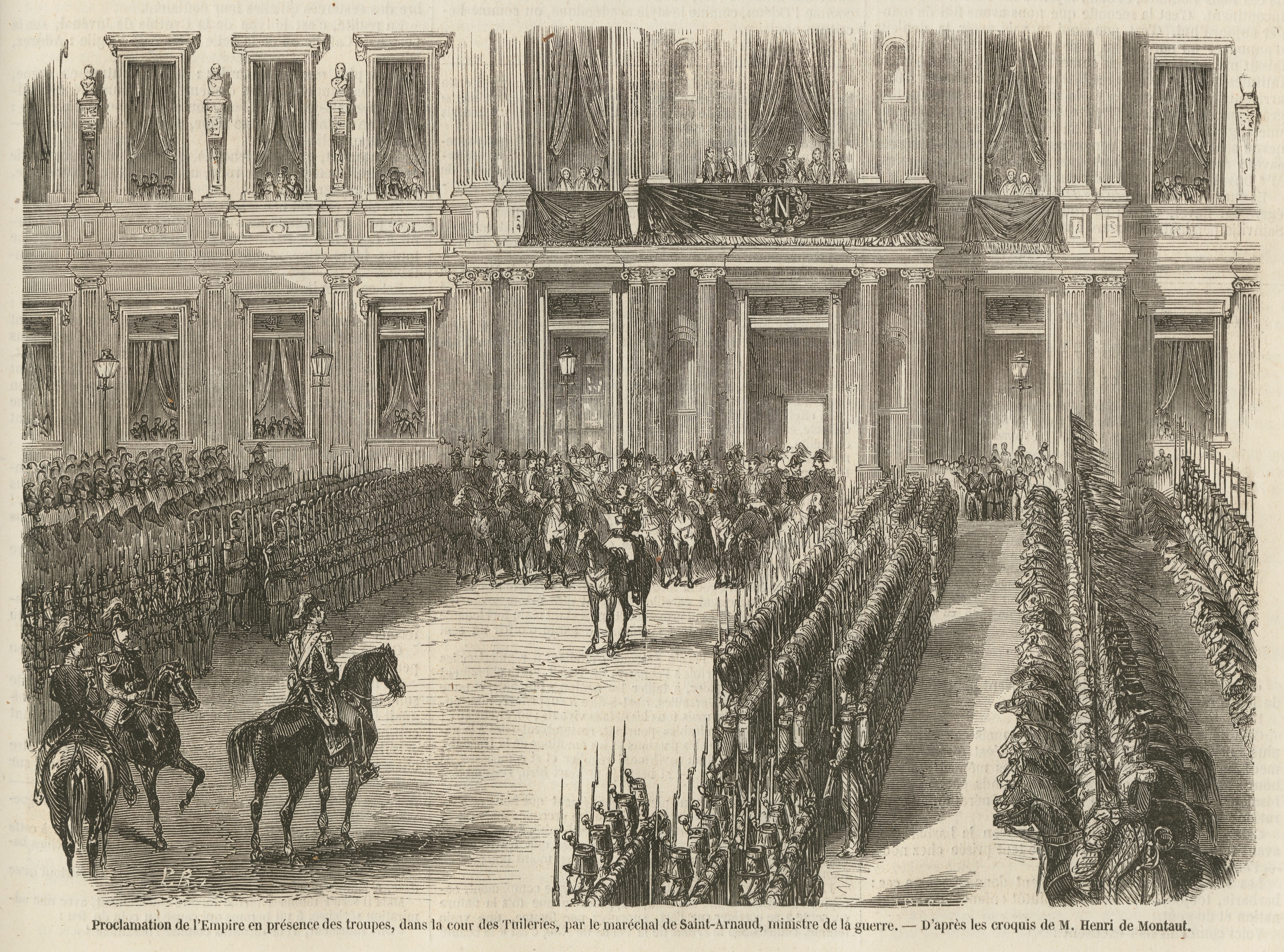
Proclamation du Second Empire.

En 1830, le territoire communal s'agrandit légèrement : une maison est cédée par la commune de Coulangé car elle est alors rattachée à un hameau tout proche déjà situé, lui, sur Orbigny. Les élections législatives de mars et avril 1852, qui voient la victoire massive des candidats officiels du gouvernement — le député de la circonscription dont dépend Orbigny est élu avec près de 11 000 voix contre 5 à son concurrent — sont marquées dans la commune par un taux d'abstention élevé dans le contexte politique de l'époque : plus de 30 %. Le constat est le même pour le second plébiscite, les 21 et 22 novembre 1852, aboutissant au rétablissement de l'Empire, où le taux d'abstention de 26,6 % est supérieur à la moyenne nationale (20,34 %).
L'activité de meunerie, florissante vers 1900 et portée par les moulins sur l'Olivet, s'éteint progressivement, jusqu'au milieu du XXe siècle. La guerre de 1914-1918 fait 40 victimes dans la population d'Orbigny alors que 14 personnes sont tuées pendant la Seconde Guerre mondiale. Trois d'entre elles meurent dans les combats qui ont lieu dans le bourg d'Orbigny les 21 et 22 août 1944 après la reprise de Loches par les Allemands le 20 août. Lors de ce conflit, dès les premiers jours de septembre 1944, le maquis Lecoz, emmené par Georges Dubosq, un aventurier de nombreuses fois condamné qui se fait appeler « capitaine Lecoz », s'installe au château du Mousseau après avoir relégué les propriétaires dans quelques pièces. De là, ce maquis noir mène plusieurs opérations (lutte contre les occupants qui à cette époque, cherchent à quitter la région, épuration mais souvent, à l'instigation de son chef, pillages des propriétés environnantes et exécutions sommaires sur des accusations fragiles de collaboration) jusqu'au début du mois d'octobre où le maquis, devenu décidément trop encombrant, est enjoint de quitter la région pour rejoindre l'armée du général de Lattre de Tassigny, vers la Haute-Saône et le Territoire de Belfort,.
En 1908, une laiterie coopérative est installée à la sortie sud du bourg d'Orbigny ; elle s'avère un acteur important de l'économie locale (jusqu'à 40 personnes employées dans la laiterie, sans compter l'incidence positive sur l'activité d'élevage laitier sur la commune elle-même) et ses productions sont plusieurs fois primées lors du concours général agricole, mais elle est finalement fermée en 1976, quinze ans après son rattachement à une plus grosse entreprise du département.
En 2007, un projet d'implantation d'un parc éolien (cinq éoliennes dans la partie nord du territoire d'Orbigny et une à Céré-la-Ronde) est lancé. Il est bloqué dès l'année suivante par le préfet qui invoque l'impact visuel négatif sur le patrimoine bâti de la vallée du Cher et les risques pour l'avifaune.

## Politique et administration

### Rattachements administratifs et électoraux
Orbigny est, depuis le redécoupage cantonal de 2014, l'une des 29 communes qui composent le canton de Loches. Elle est également rattachée à l'arrondissement de Loches et à la 3e circonscription de l'Indre-et-Loire.
Depuis le 1er janvier 2010 et la suppression du tribunal d'instance de Loches, le tribunal d'instance de Tours est compétent pour l'ensemble du département. Toutes les juridictions intéressant Orbigny sont ainsi regroupées à Tours, à l'exception du tribunal administratif et de la cour d'appel qui siègent à Orléans, préfecture de la région Centre-Val de Loire.

### Tendances politiques et résultats
Comme en témoignent les résultats d'élections publiés sur le site du ministère de l'Intérieur, l'électorat d'Orbigny ne semble pas marquer de tendance politique bien définie, accordant ses suffrages soit au candidat de la droite, soit à celui de la gauche selon les scrutins. Il manifeste toutefois une fidélité affirmée aux personnalités solidement implantées localement : depuis la Libération, deux maires ont accompli chacun quatre mandats successifs.

#### Élection présidentielle la plus récente
En 2017, au deuxième tour de l'élection présidentielle, Emmanuel Macron (En marche !), élu, a obtenu 54,74 % des voix et Marine Le Pen (FN), 45,26 %. Le taux de participation s'est élevé à 81,57 %.

#### Élection municipale la plus récente
Le nombre d'habitants au recensement de 2011 étant compris entre 500 et 1 499, le nombre de membres du conseil municipal pour l'élection de 2014 est de 15.
Lors de cette élection municipale, les 15 conseillers municipaux ont été élus dès le premier tour, avec un taux de participation de 78,12 %.

### Liste des maires
| Période        | Période                     | Identité                        | Étiquette     | Qualité                                                                                |
| -------------- | --------------------------- | ------------------------------- | ------------- | -------------------------------------------------------------------------------------- |
| avril 1791     | septembre 1795              | Jean Baltazar Baillé            |               | Fabricant drapier                                                                      |
| septembre 1795 | juin 1815                   | Louis Gaëtan de-Sigougné        |               | Militaire, châtelain propriétaire                                                      |
| juin 1815      | juillet 1815                | Henri Généreux Chaumier         |               | Marchand et fabricant de draps                                                         |
| août 1815      | août 1817                   | Louis Gaëtan de-Sigougné        |               | Militaire, châtelain propriétaire                                                      |
| septembre 1817 | février 1826                | Louis François Doré             |               | Fabricant drapier, sacristain, propriétaire foncier                                    |
| mars 1826      | juin 1835                   | Henri Nicolas Ambroise Chaumier |               | Propriétaire foncier                                                                   |
| septembre 1835 | août 1846                   | Hippolyte Mauxion               |               | Aubergiste, propriétaire foncier                                                       |
| août 1846      | avril 1848                  | Louis Jean Villain              |               | Régisseur de domaine                                                                   |
| mai 1848       | juillet 1852                | Hippolyte Mauxion               |               | Aubergiste, propriétaire foncier                                                       |
| août 1852      | juin 1855                   | Gilles Vincent Hélie-Chanteloup |               | Fabricant drapier, propriétaire foncier                                                |
| juin 1855      | octobre 1865                | Jules Émile Ricard              |               | Meunier, propriétaire foncier                                                          |
| octobre 1865   | septembre 1870              | Brice Émile Jahan-de-Lestang    |               | Avocat, propriétaire foncier, Conseiller général du canton de Montrésor (1861-1870)    |
| octobre 1870   | mai 1871                    | Silvain Bournigal               |               | Maire provisoire, propriétaire foncier                                                 |
| mai 1871       | août 1882                   | Silvain Bournigal               |               | Cultivateur, propriétaire foncier                                                      |
| août 1882      | novembre 1911               | Silvain Gervais                 |               | Tonnelier, propriétaire foncier                                                        |
| novembre 1911  | février 1941                | Louis Médéric Gervais           | Rad.          | Tonnelier, propriétaire foncier, Conseiller général du canton de Montrésor (1934-1940) |
| février 1941   | décembre 1941               | Charles Jourdain                |               | Faisant fonction, maréchal-ferrant                                                     |
| janvier 1942   | juin 1944                   | Jean Tassin-de-Charsonville     |               | Président de la délégation spéciale, propriétaire foncier                              |
| juillet 1944   | novembre 1944               | Charles Léard                   |               | Membre de la délégation spéciale, charpentier                                          |
| décembre 1944  | mars 1971                   | Henri Bonin                     |               | Artisan maçon                                                                          |
| mars 1971      | mars 1989                   | Guy Bonin                       |               | Entrepreneur maçon                                                                     |
| mars 1989      | mars 2008                   | Jackie Berger                   | DVD           | Postier                                                                                |
| mars 2008      | En cours (au 20 avril 2017) | Jacky Charbonnier               | Apparenté PCF | Technicien bancaire, Conseiller général du canton de Montrésor (2011-2015)             |

### Intercommunalité
Orbigny faisait partie, jusqu'au 31 décembre 2016, de la communauté de communes de Montrésor (CCM) qui exerçait ses compétences (adduction d'eau potable et traitement des eaux usées en régie directe, gestion de la collecte des déchets, entretien de la voirie, développement économique, etc.) sur les dix communes constituant l'ancien canton de Montrésor. Depuis le 1er janvier 2017, la commune est intégrée à la nouvelle communauté de communes Loches Sud Touraine qui reprend les mêmes attributions dans un périmètre géographique élargi à 68 communes.
Le syndicat intercommunal d'énergie d'Indre-et-Loire (SIEIL), fondé en 1937, assure le contrôle et la coordination de l'ensemble des concessionnaires opérant sur l'Indre-et-Loire dans le domaine de la distribution de gaz et d'électricité ; il intervient également sur le renforcement des réseaux de distribution d'électricité. Pour toutes les communes d'Indre-et-Loire, Tours exceptée, l'adhésion au service « Électricité » du SIEIL à titre individuel est rendue obligatoire par arrêté préfectoral en date du 23 avril 2008. Orbigny a également choisi de bénéficier du service « Gaz » du SIEIL.
Le syndicat mixte Touraine propre regroupe plusieurs communautés de communes ou syndicats mixtes intercommunaux d'Indre-et-Loire. Il a pour rôle de favoriser et fédérer les actions en matière de réduction et de valorisation des déchets ménagers. Orbigny y est rattachée, au travers de l'adhésion collective de la communauté de communes dont elle fait partie.

### Politique environnementale
Cette compétence est exercée par la communauté de communes Loches Sud Touraine pour l'ensemble de son territoire.

#### Eau potable et assainissement
Quatre forages exploitant les nappes du Cénomanien ou du Turonien assurent l'alimentation en eau potable d'Orbigny et des neuf autres communes de l'ancienne communauté de communes de Montrésor dans le cadre d'un dispositif entièrement mutualisé. L'un de ces forages se trouve sur le territoire communal d'Orbigny (nappe du Cénomanien). En 2015, 5 700 foyers sont raccordés à ce réseau sur le territoire des dix communes couvertes.
L'assainissement des eaux usées d'Orbigny repose, de manière collective, sur une station d'épuration par boues activées, d'une capacité de 450 EH (équivalent-habitant), avec rejet des eaux épurées dans l'Olivet en aval du chef-lieu communal.

#### Déchets ménagers
Deux déchèteries, sur le territoire des communes de Genillé mais surtout de Nouans-les-Fontaines, plus proche, sont accessibles aux habitants d'Orbigny. Les déchets ménagers recyclables ou non, sont collectés en porte-à-porte de manière hebdomadaire ; le verre et le papier font l'objet d'apport volontaire des habitants dans des conteneurs fixes et une collecte annuelle des déchets de grand volume est organisée.

### Finances locales
Le tableau ci-dessous présente l'évolution de la capacité d'autofinancement, un des indicateurs des finances locales d'Orbigny, sur une période de dix ans :
|                      | 2006 | 2007 | 2008 | 2009 | 2010 | 2011 | 2012 | 2013 | 2014 | 2015 |
| -------------------- | ---- | ---- | ---- | ---- | ---- | ---- | ---- | ---- | ---- | ---- |
| Orbigny              | 239  | 186  | 181  | 207  | 209  | 203  | 169  | 194  | 168  | 175  |
| Moyenne de la strate | 161  | 167  | 166  | 162  | 173  | 194  | 194  | 187  | 188  | 180  |

| ■ CAF d'Orbigny ■ CAF moyenne de la strate |

Au cours des dix dernières années, la capacité d'autofinancement de la commune est toujours positive. Jusqu'en 2011, elle est toujours supérieure à la valeur moyenne de la strate des communes comparables. Sur les autres années les plus récentes, elle évolue autour de cette moyenne sans s'en écarter beaucoup. Le fonds de roulement reste positif sur toute la période considérée ; il en est de même du résultat comptable, toujours proche de la moyenne de la strate,.

## Population et société
Les habitants d'Orbigny sont les Orbignois.

### Démographie

#### Évolution démographique
Les registres paroissiaux conservés datent pour les plus anciens de 1646. En 1687, la population de la paroisse était de 192 feux. En 1789, dernière année où les recensements se faisaient par unité fiscale, elle était de 200 feux.
L'évolution du nombre d'habitants est connue à travers les recensements de la population effectués dans la commune depuis 1793. Pour les communes de moins de 10 000 habitants, une enquête de recensement portant sur toute la population est réalisée tous les cinq ans, les populations de référence des années intermédiaires étant quant à elles estimées par interpolation ou extrapolation. Pour la commune, le premier recensement exhaustif entrant dans le cadre du nouveau dispositif a été réalisé en 2008.

En 2022, la commune comptait 711 habitants, en évolution de −4,95 % par rapport à 2016 (Indre-et-Loire : +1,67 %, France hors Mayotte : +2,11 %).
| 1793 | 1800  | 1806  | 1821  | 1831  | 1836  | 1841  | 1846  | 1851  |
| ---- | ----- | ----- | ----- | ----- | ----- | ----- | ----- | ----- |
| 980  | 1 013 | 1 048 | 1 119 | 1 155 | 1 098 | 1 124 | 1 079 | 1 082 |

| 1856  | 1861  | 1866  | 1872  | 1876  | 1881  | 1886  | 1891  | 1896  |
| ----- | ----- | ----- | ----- | ----- | ----- | ----- | ----- | ----- |
| 1 088 | 1 138 | 1 183 | 1 205 | 1 290 | 1 331 | 1 417 | 1 308 | 1 326 |

| 1901  | 1906  | 1911  | 1921  | 1926  | 1931  | 1936  | 1946  | 1954  |
| ----- | ----- | ----- | ----- | ----- | ----- | ----- | ----- | ----- |
| 1 405 | 1 369 | 1 405 | 1 150 | 1 256 | 1 232 | 1 256 | 1 200 | 1 175 |

| 1962  | 1968  | 1975 | 1982 | 1990 | 1999 | 2006 | 2008 | 2013 |
| ----- | ----- | ---- | ---- | ---- | ---- | ---- | ---- | ---- |
| 1 081 | 1 045 | 846  | 785  | 721  | 727  | 747  | 753  | 756  |

| 2018 | 2022 | - | - | - | - | - | - | - |
| ---- | ---- | - | - | - | - | - | - | - |
| 716  | 711  | - | - | - | - | - | - | - |

|                                           | 1968 - 1975 | 1975 - 1982 | 1982 - 1990 | 1990 - 1999 | 1999 - 2008 | 2008 - 2013 |
| ----------------------------------------- | ----------- | ----------- | ----------- | ----------- | ----------- | ----------- |
| Taux de variation annuel de la population | - 3,0 %     | - 1,1 %     | - 1,1 %     | + 0,1 %     | + 0,4 %     | + 0,1 %     |
| Solde naturel                             | - 0,5 %     | - 0,2 %     | - 0,3 %     | - 0,4 %     | + 0,2 %     | - 0,2 %     |
| Solde migratoire                          | - 2,8 %     | - 0,6 %     | - 0,7 %     | + 0,5 %     | + 0,2 %     | + 0,3 %     |

Depuis l'instauration des recensements individuels la population d'Orbigny augmente jusqu'à la fin du XIXe siècle pour se stabiliser jusqu'à la Première Guerre mondiale. La courbe s'inverse ensuite et, en 1990, la commune a perdu près de 50 % de sa population par rapport au maximum du début du siècle. Les plus récents recensements montrent une très légère augmentation du nombre d'habitants. Dans les dernières décennies du XXe siècle, le solde naturel comme le solde migratoire sont négatifs mais la tendance s'inverse dès 1990 pour le solde migratoire. C'est d'ailleurs son évolution positive qui permet, au XXIe siècle, la légère reprise démographique.

#### Pyramide des âges
La population de la commune est relativement âgée.
En 2018, le taux de personnes d'un âge inférieur à 30 ans s'élève à 28,2 %, soit en dessous de la moyenne départementale (34,9 %). À l'inverse, le taux de personnes d'âge supérieur à 60 ans est de 32,8 % la même année, alors qu'il est de 27,8 % au niveau départemental.
En 2018, la commune comptait 369 hommes pour 347 femmes, soit un taux de 51,54 % d'hommes, largement supérieur au taux départemental (48,09 %).
Les pyramides des âges de la commune et du département s'établissent comme suit.
| Hommes | Classe d’âge | Femmes |
| ------ | ------------ | ------ |
| 0,3    | 90 ou +      | 1,7    |
| 11,9   | 75-89 ans    | 13,0   |
| 17,1   | 60-74 ans    | 21,9   |
| 22,0   | 45-59 ans    | 21,3   |
| 16,5   | 30-44 ans    | 18,2   |
| 11,7   | 15-29 ans    | 10,7   |
| 20,6   | 0-14 ans     | 13,3   |

| Hommes | Classe d’âge | Femmes |
| ------ | ------------ | ------ |
| 0,9    | 90 ou +      | 2,2    |
| 7,9    | 75-89 ans    | 10,2   |
| 17,3   | 60-74 ans    | 18,1   |
| 19,8   | 45-59 ans    | 19,1   |
| 17,9   | 30-44 ans    | 17,2   |
| 18,5   | 15-29 ans    | 17,5   |
| 17,6   | 0-14 ans     | 15,6   |

### Enseignement
Dans le cadre d'un regroupement pédagogique intercommunal avec sa voisine Nouans-les-Fontaines, Orbigny accueille, pour l'année scolaire 2016-2017, les enfants des deux communes scolarisés dans l'école élémentaire. L'autre commune du regroupement accueille les élèves de maternelle. Un dispositif de transport scolaire est mis en place entre les deux chefs-lieux communaux.
La carte scolaire pour la rentrée 2016 prévoit la scolarisation des étudiants d'Orbigny dans le collège de Montrésor et le lycée de Loches. Le transport scolaire, distinct de celui organisé pour les élèves du cycle élémentaire, est assuré entre les différentes communes concernées.

### Vie culturelle et sportive

#### Équipements collectifs

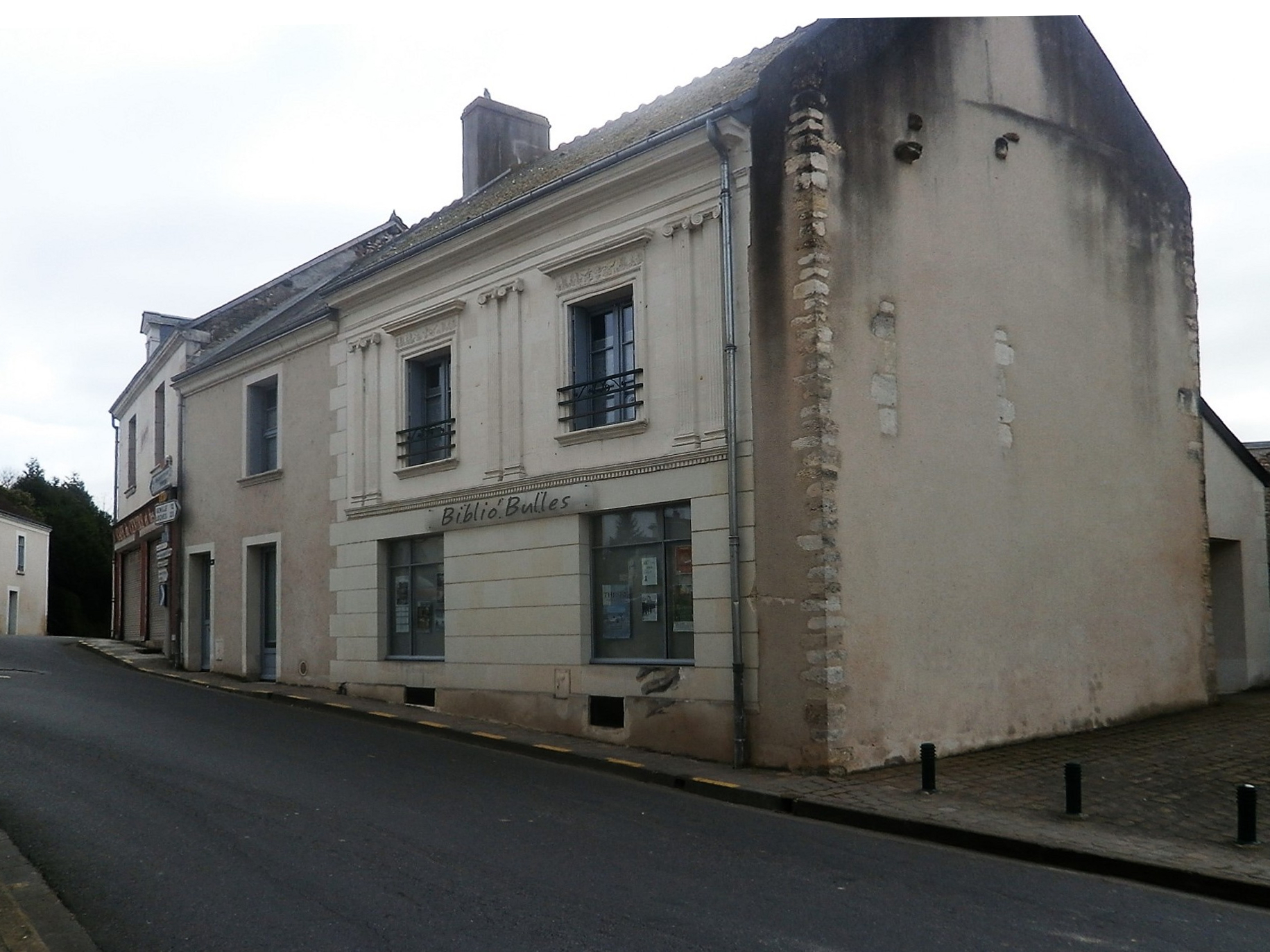
Bibliothèque communale.

Une bibliothèque, intégrée au réseau « Lire en Touraine » des bibliothèques d'Indre-et-Loire gérées par le conseil départemental, est à la disposition des Orbignois ; elle permet également un accès multimédia. Un terrain de sports (multisports et court de tennis) est implanté à l'est du centre-bourg. Une salle des fêtes et une salle communale sont utilisables pour des manifestations. Un étang communal permet la pratique de la pêche et un jardin public, avec aire de pique-nique et terrain de jeu de boules, est aménagé en contrebas de l'église et de l'ancienne poste.

#### Réseau associatif
Le site internet de la commune recense 13 associations intervenant dans les domaines de l'action sociale, de la culture ou de la conservation du patrimoine, du sport ou des loisirs.

#### Manifestations culturelles et festivités
Orbigny célèbre la fête nationale française par diverses animations, une retraite aux flambeaux et un feu d'artifice. Le comité des fêtes municipal organise plusieurs manifestations, dont une fête annuelle au mois de juin, avec vide-grenier et repas festif.

### Santé et services d'urgence
Aucun médecin généraliste n'est installé à Orbigny en 2017. Les praticiens les plus proches exercent à Montrésor ou Villeloin-Coulangé. Le centre hospitalier le plus proche est celui de Saint-Aignan-sur-Cher : ancien hôpital local, il ne dispose pas de services d'urgence. La commune dispose d'un centre de secours de sapeurs pompiers installé sur son territoire.

### Cultes
Le territoire de la commune dépend de la paroisse de Montrésor au sein du doyenné de Loches, lui-même partie de l'archidiocèse de Tours, au même titre que six autres doyennés. En 2017, l'église Saint-Vincent d'Orbigny est l'un des lieux de culte catholique de cette paroisse où des offices sont célébrés.

### Médias
Le bulletin d'informations municipales Orbigny Infos est édité trimestriellement. Le quotidien régional La Nouvelle République du Centre-Ouest consacre quelques pages de l'une de ses éditions à l'actualité du grand Lochois.

## Économie
Orbigny est classée en zone de revitalisation rurale par arrêté du 16 mars 2017.

### Revenus et fiscalité
En 2015, le revenu fiscal médian par ménage est de 27 408 €, alors que la moyenne départementale s'établit à 32 011 € et que celle de la France métropolitaine est de 32 409 €. En 2013, le revenu disponible par ménage était de 17 692 € dans la commune contre une moyenne de 20 403 € au niveau départemental.

### Emploi
Les deux tableaux ci-dessous présentent les chiffres-clés de l'emploi à Orbigny et leur évolution de 2008 à 2013, :
|                               | Orbigny 2008 | Orbigny 2013 | Évolution |
| ----------------------------- | ------------ | ------------ | --------- |
| Population de 15 à 64 ans     | 418          | 421          | + 0,7 %   |
| Actifs (en %)                 | 70,6         | 79,6         | + 12,7 %  |
| dont :                        |              |              |           |
| Actifs ayant un emploi (en %) | 64,9         | 69,6         | + 7,2 %   |
| Chômeurs (en %)               | 6,2          | 10,0         | + 61,3 %  |

|                                      | Orbigny 2008 | Orbigny 2013 | Évolution |
| ------------------------------------ | ------------ | ------------ | --------- |
| Nombre d'emplois dans la zone        | 137          | 134          | - 2,2 %   |
| Indicateur de concentration d'emploi | 50,0         | 44,7         | - 10,6 %  |

Si la population d'Orbigny âgée de 15 à 64 ans reste  presque stable sur les cinq années disponibles, son taux d'activité augmente, ainsi que la part des actifs ayant un emploi. Pourtant, le chômage (selon la définition de l'Insee) augmente. Le nombre d'emplois proposés sur le plan local ne baisse pas de manière importante mais la progression du nombre d'actifs ayant un emploi entraîne mathématiquement une baisse de l'indicateur de concentration d'emploi. En 2013, 32,3 % des actifs d'Orbigny travaillent sur place ; les autres actifs pourvus d'un emploi et résidant à Orbigny travaillent à l'extérieur de la commune, sans plus de précision dans les données de l'Insee.

### Tissu économique
Le tableau ci-dessous détaille le nombre d'entreprises implantées en 2014 à Orbigny selon leur secteur d'activité et le nombre de leurs salariés, :
|                                                              | Total | %    | 0 salarié | 1 à 9 salariés | 10 à 19 salariés | 20 salariés ou plus |
| ------------------------------------------------------------ | ----- | ---- | --------- | -------------- | ---------------- | ------------------- |
| Ensemble                                                     | 96    | 100  | 72        | 22             | 2                | 0                   |
| Agriculture, sylviculture et pêche                           | 35    | 36,5 | 27        | 8              | 0                | 0                   |
| Industrie                                                    | 9     | 9,4  | 6         | 3              | 0                | 0                   |
| Construction                                                 | 9     | 9,4  | 6         | 3              | 0                | 0                   |
| Commerce, transports, services divers                        | 41    | 42,7 | 33        | 7              | 1                | 0                   |
| dont commerce et réparation automobile                       | 18    | 18,8 | 14        | 3              | 1                | 0                   |
| Administration publique, enseignement, santé, action sociale | 2     | 2,1  | 0         | 1              | 1                | 0                   |
| Champ : ensemble des activités.                              |       |      |           |                |                  |                     |

En 2014, les deux plus grands établissements d'Orbigny rassemblent 24 des 72 postes salariés disponibles sur la commune, les 48 emplois restants se répartissant les 22 autres entreprises, de très petite taille, qui emploient une main d'œuvre salariée.
En 2015, sept nouvelles entreprises sont créées, deux dans le domaine de la construction, trois dans celui du commerce, du transport, de l'hébergement et de la restauration et deux dans le domaine des services aux entreprises.
En nombre d'entreprises, l'économie d'Orbigny est majoritairement tournée vers la « sphère productive » avec plus de 60 % des établissements contre à peine 40 % pour la « sphère présentielle ». Au niveau des emplois concernés, le rapport est inversé puisque la sphère présentielle concentre 54,2 % des salariés travaillant sur la commune.

#### Agriculture
Le tableau ci-dessous présente les principales caractéristiques des exploitations agricoles d'Orbigny, observées sur une période de 22 ans, :
|                                            | 1988  | 2000  | 2010  |
| ------------------------------------------ | ----- | ----- | ----- |
| Nombre d’exploitations                     | 75    | 46    | 36    |
| Équivalent Unité de travail annuel         | 84    | 55    | 38    |
| Surface agricole utile (SAU) (ha)          | 3 857 | 3 497 | 3 444 |
| Cheptel (nombre de têtes)                  | 1 789 | 1 421 | 1 504 |
| Terres labourables (ha)                    | 3 215 | 3 344 | 3 296 |
| Cultures permanentes (ha)                  | 12    | 2     | NC    |
| Surfaces toujours en herbe (ha)            | 623   | 148   | 148   |
| Superficie moyenne d’une exploitation (ha) | 51,4  | 76,0  | 95,7  |

Sur la période considérée, le nombre d'exploitations a presque diminué de moitié, au prix d'une augmentation conséquente de leur superficie moyenne. L'élevage se maintient — le site Infogreffe recense sept exploitations orbignoises pour lesquelles l'élevage bovin (vaches laitières ou bovins à viande) est l'activité principale, —, confirmant l'orientation des exploitations vers la polyculture et l'élevage, mais ces activités ne sont pas génératrices d'emplois sur le plan local, au-delà du chef d'exploitation lui-même.

#### Industrie et bâtiment
Sur les 89 structures entrepreunariales répertoriées par Kompass et implantées sur le territoire communal en 2014,, 12 appartiennent alors aux filières de la construction, du bâtiment, de l'habitat et du bois. En revanche, à cette même époque, la branche de production industrielle — y compris les filières de la mécanique et de la sous-traitance —, est totalement absente du tissu économique orbignois. Toutefois, en parallèle de ce constat, et bien qu'il soit de très petite taille (moins de 10 salariés), un établissement destiné à la fabrication de pièces à base de matériau plastique est intégré au sein de la structure entrepreunariale d'Orbigny.

#### Commerces et services
Le maintien de commerces ou de services de proximité à Orbigny (boulangerie, magasin multi-services, agence postale, etc.) est rendu possible par le maintien d'une population supérieure à 700 habitants. Des entreprises liées à la construction ou aux travaux publics sont également implantées sur la commune. Quatre assistantes maternelles sont en mesure d'accueillir 11 enfants.

#### Tourisme et hébergement
Orbigny ne dispose pas d'hôtel ni de camping. Pour autant, l'hébergement collectif ou individuel est assuré dans plusieurs gîtes ruraux et chambres d'hôtes.

## Culture locale et patrimoine

### Lieux et monuments

#### Église Saint-Vincent

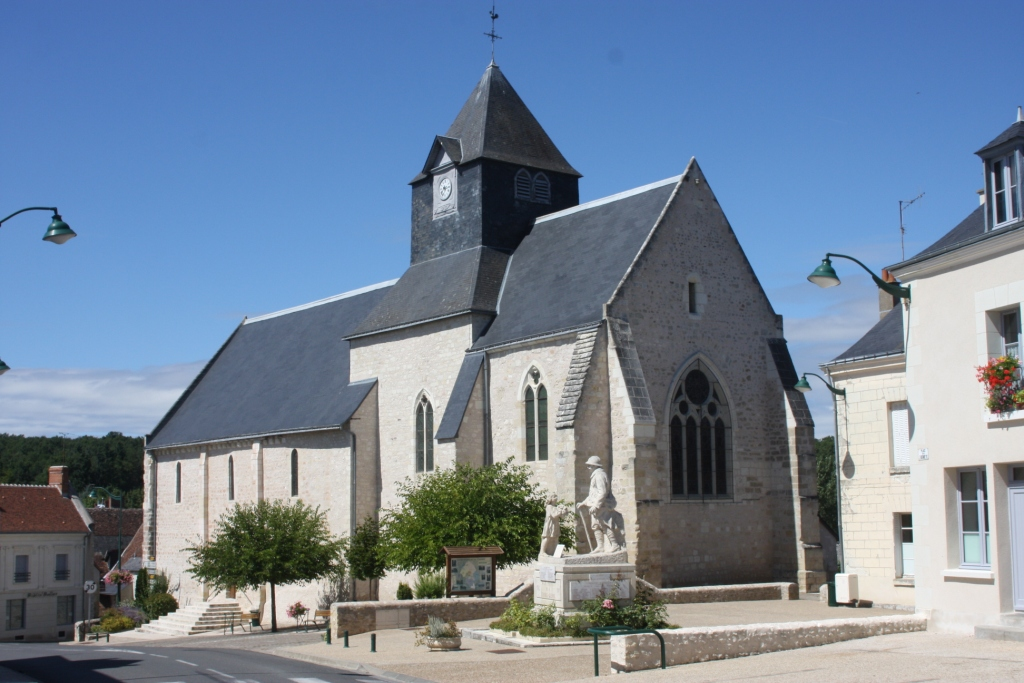
Église Saint-Vincent.

L'église Saint-Vincent d'Orbigny est construite à partir du XIe siècle, mais elle remplace un, voire deux édifices plus anciens, le premier d'entre eux datant du VIe siècle. Elle connaît de nombreux réaménagements au cours des siècles, comme la reconstruction du chœur et la suppression de son abside semi-circulaire, le renforcement de l'avant-chœur pour supporter le poids de son clocher ou le percement de portes et de baies.
La devise de la République Française « Liberté, Égalité, Fraternité », gravée au-dessus de l'une de ses portes, rappelle que l'édifice devient propriété de la commune après l'entrée en vigueur de la loi de séparation des Églises et de l'État. La plupart des vitraux de l'église sont issus de l'atelier des maîtres-verriers tourangeaux Lobin.
La nef romane de l'église est inscrite au titre des monuments historiques.

#### Châteaux et manoirs

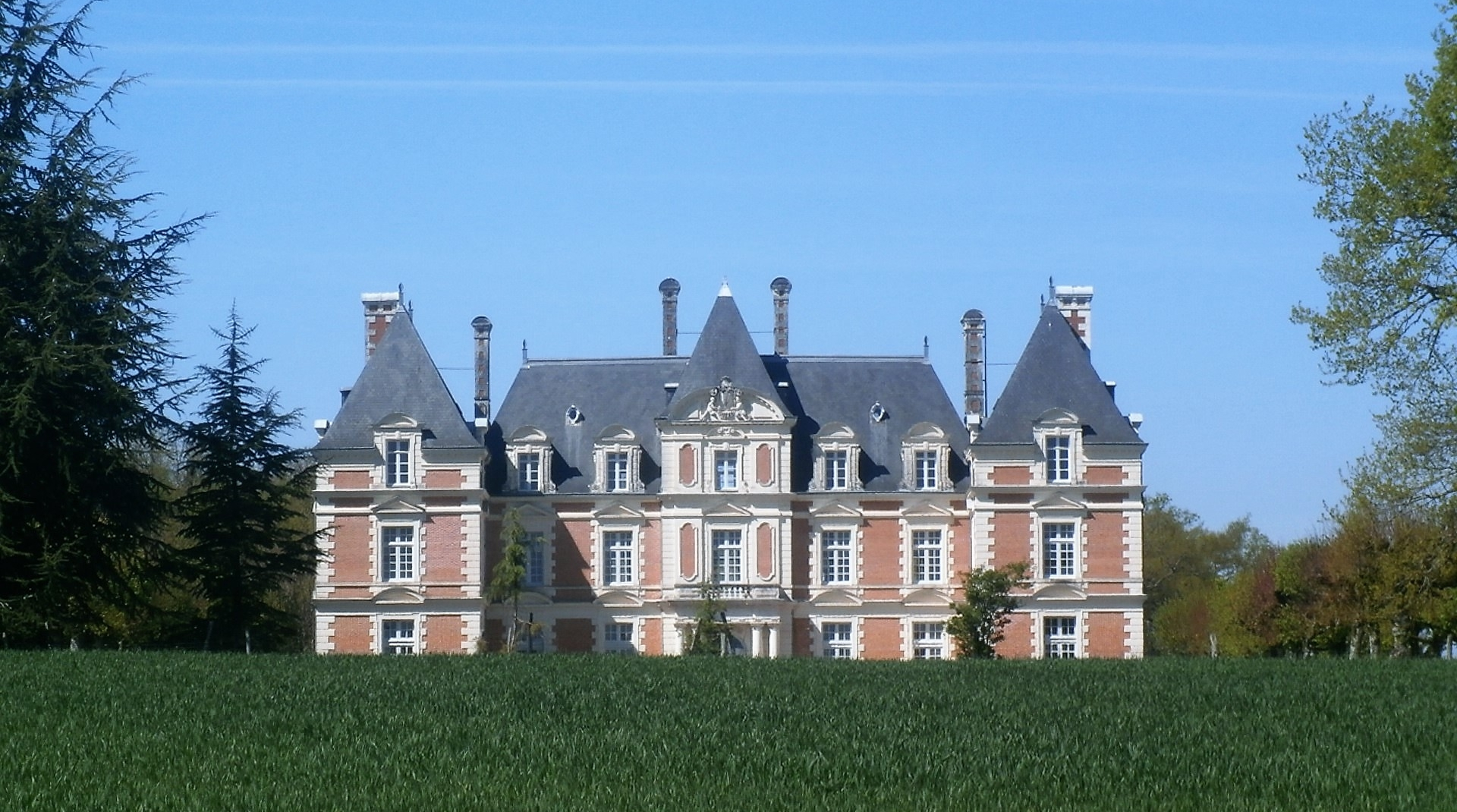
Château du Mousseau.

La Bretèche est un ancien fief de l'abbaye de Villeloin. Un probable logis fortifié a été remplacé, probablement au XIXe siècle, par un bâtiment flanqué de deux pavillons symétriques.
Un document de 1231 cite Cofiacum, qui devient Cepheium en 1277 puis Céphoux. Le premier seigneur de ce fief rattaché à Chisseaux est attesté en 1515. Le domaine se construit, se partage au fil des siècles pour aboutir à la création d'un véritable hameau. Le château est au XVIe siècle une maison forte. Reconstruite ultérieurement, elle conserve au XVIIIe siècle une ancienne chapelle, des douves et une fuie disparues depuis. Le principal corps de bâtiment garde au XXIe siècle une tourelle d'angle couverte en poivrière dont des traces de meurtrières, masquées extérieurement, sont encore visibles à l'intérieur de la tour,.

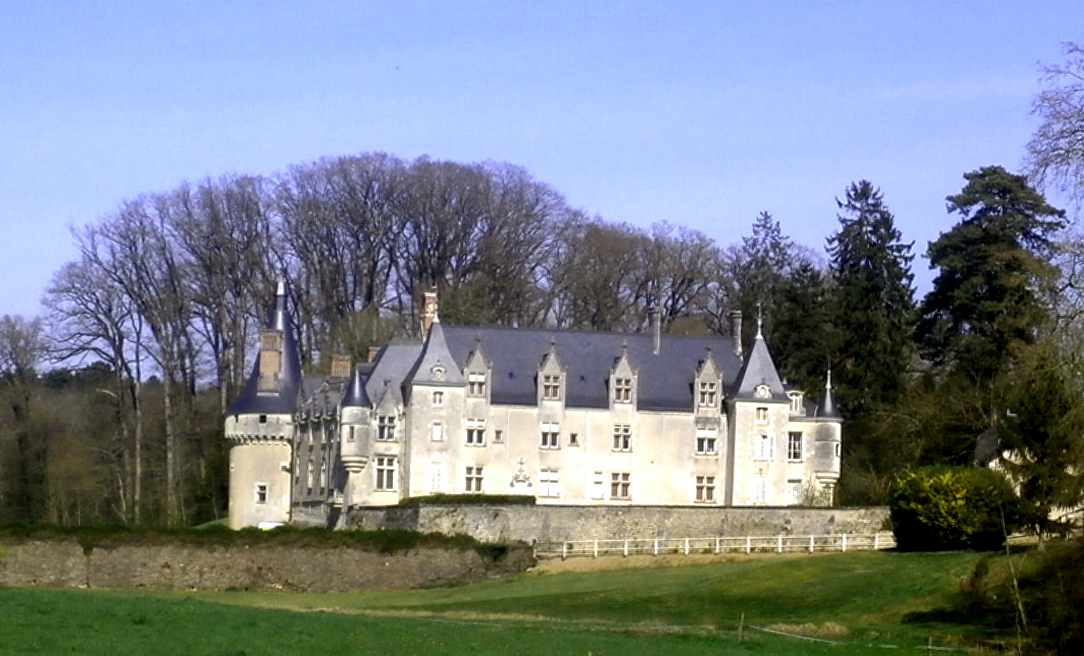
Château de l'Estang.

Le château de l'Estang, ancien fief de la châtellenie de Montrésor construit au XVIe siècle et restauré à plusieurs reprises depuis, conserve de la forteresse initiale une tour cylindrique équipée de mâchicoulis. Ses propriétaires possèdent également une partie de la forêt de Brouard.
Le manoir de Ferté (Fretay), érigé en seigneurie, est connu dès le début du XIIIe siècle. Au XVe siècle, Il passe entre les mains de la famille de Sigougné qui le conserve jusqu'à la Révolution. L'unique corps de bâtiment conserve des vestiges de deux tours de défense et une baie de la façade montre encore un arc mouluré du XVe siècle. Le château est entouré de douves encore en eau.
Le logis de la Lardière, à l'orée de la forêt de Brouard, était fort probablement, à l'origine, un pavillon de chasse. Une lucarne percée d'un oculus constitue l'élément architectural le plus notable, de cet ensemble qui a pu être construit aux XVIe et XVIIe siècles mais largement remanié depuis. Une tradition locale mentionne un château dans les bois de la Lardière, à peu de distance du logis. Dans les années 1950, un petit trésor de pièces d'or et d'argent, certaines à l'effigie de François Ier, est découvert à la Lardière.
Le château du Mousseau, orthographié « le Monceau » sur la carte de Cassini et propriété de la famille de Lauriston, est construit sur le territoire d'un ancien fief de Montrichard, dans le style néo-Louis XIII en pierre de taille et briques, architecture inhabituelle localement, entre 1876 et 1880.

#### Fours et moulins

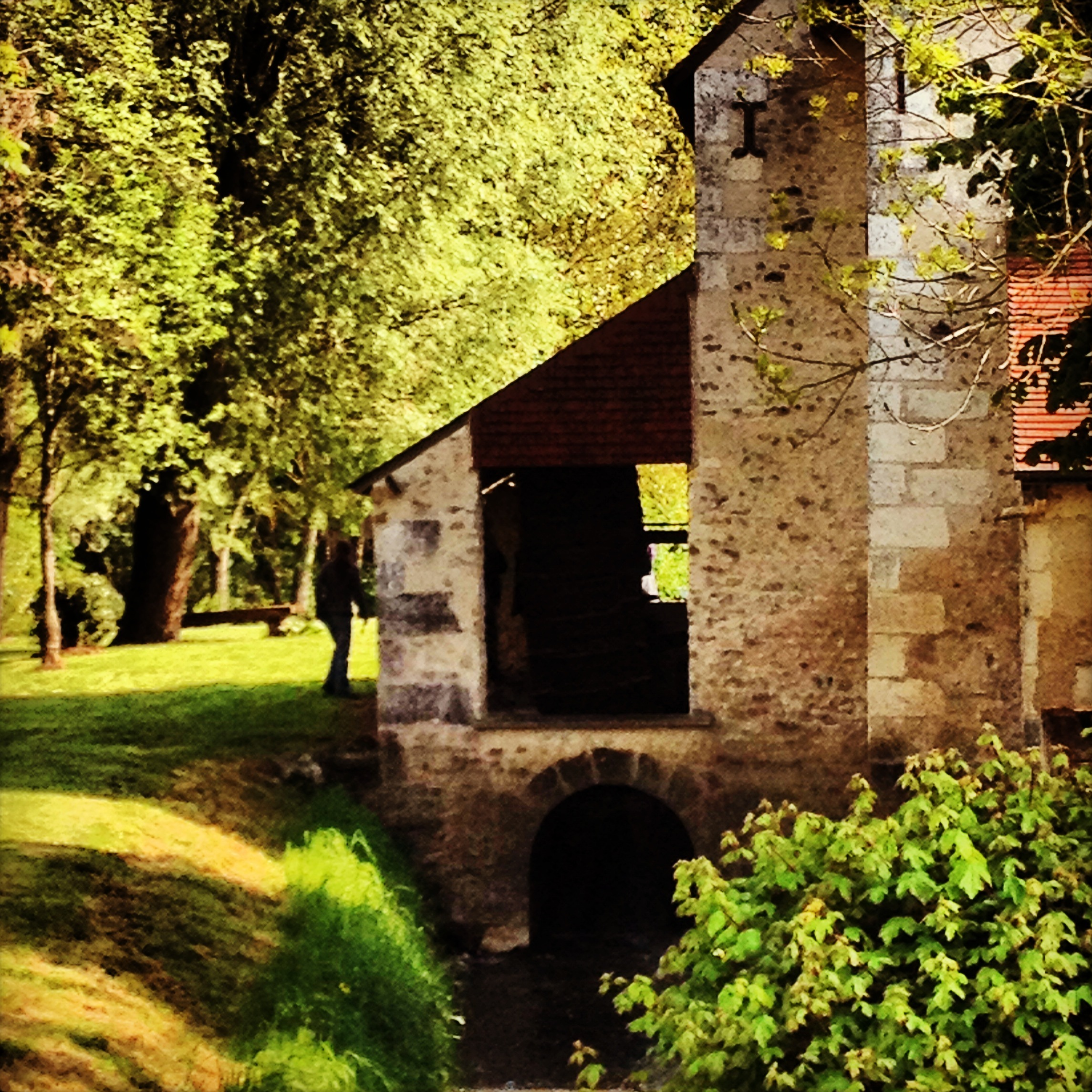
Roue à aubes du moulin d'Olivet.

Pas moins de trois fours à chaux et trois briqueteries ou tuileries, sur cinq sites différents, ont été recensés sur la commune, dans une étude publiée en 1998 et complétée en 2005. Tous ces établissements, dont le plus ancien est une tuilerie qui fonctionne déjà en 1772, ont cessé leur activité dans la première moitié du XXe siècle,. Cinq de ces installations, en assez mauvais état général, sont portées à l'inventaire général du patrimoine culturel.
La suppression du droit de banalité à la Révolution entraîne la construction de nombreux fours à pain — intégrés à des bâtiments existants ou constructions indépendantes —, mais ils deviennent rapidement inutiles et sont le plus souvent laissés à l'abandon ; de rares exemplaires sont cependant préservés.
La carte de Cassini mentionne deux moulins établis sur l'Olivet en aval du bourg. Sur le cadastre napoléonien le nombre de moulins à eau présents sur la commune est porté à cinq. Trois d'entre eux, sur le cours de l'Olivet, fonctionnent encore au début du XXe siècle (les moulins de Néreau, de la Touche et d'Olivet) mais ils cessent leur activité entre 1956 et 1989. Le moulin de la Touche, modernisé pour fonctionner à l'électricité, continue à moudre des farines animales. Le moulin d'Olivet, cité pour la première fois en 1763, est restauré et ses équipements préservés, même s'ils ne sont plus fonctionnels. La carte de Cassini fait également état d'un « moulin [à vent] ruiné » qui ne se retrouve plus que sous la forme du toponyme « le Moulin à Vent », une des buttes de terrain du Sud communal, sur le cadastre napoléonien et la carte contemporaine de l'IGN.

#### Autres lieux et monuments
La culture de la vigne est importante à Orbigny jusqu'à l'invasion du phylloxera qui est signalé en Touraine en 1882. De nombreuses loges de vigne permettent alors aux travailleurs d'y entreposer leur matériel et de s'y abriter. Laissées à l'abandon avec la disparition presque totale de cette culture sur le plan communal, bien peu subsistent. L'une d'elles, construite en briques, a été restaurée et reconvertie en poulailler.
Plusieurs propriétaires de châteaux avaient fait édifier leur propre chapelle privée. Certaines, bien que désaffectées, sont encore présentes dans les cours des châteaux ou partie intégrante de ces derniers. Il pouvait également s'agir de chapelles funéraires. C'est ainsi que dans le cimetière communal, l'une d'elles est édifiée par la famille de l'Estang, propriétaire du château du même nom. Construite au XIXe siècle en style néobyzantin, équipée de vitraux provenant des ateliers Lobin, elle renferme plusieurs plaques funéraires familiales, dont certaines provenant de sépultures antérieures à sa construction.
Le monument aux morts, place de l'Église, est une œuvre réalisée en 1920 par le sculpteur tourangeau Georges Delpérier et inaugurée l'année suivante. Représentant une enfant qui offre des fleurs à un poilu — Delpérier a conçu d'autres monuments aux morts avec le même allégorie ; ici c'est sa propre nièce qui sert de modèle pour l'enfant — son financement est partiellement assuré par une souscription publique. Il porte la mention « 1914-1919 », se référant au traité de Versailles et non à l'armistice de 1918.
Une éolienne Bollée, certainement installée à la fin du XIXe siècle ou au début du XXe siècle pour alimenter en eau le domaine de l'Orangerie, sur les hauteurs au nord-est du bourg, est toujours en place au sommet de son château d'eau mais ne fonctionne plus.
Plusieurs croix de mission et calvaires ont été érigés sur le territoire d'Orbigny aux XIXe et XXe siècles. Plusieurs sont encore debout et l'une de ces croix est implantée à proximité de la limite avec Beaumont-Village et Villeloin-Coulangé ; construite en 1898, elle présente la particularité d'être située à quelques mètres de deux autres croix, l'une sur Beaumont, l'autre sur Villeloin, le lieu-dit s'appelant « les Trois-Croix ».
Scellée dans un mur au centre du bourg, en bord de rue, une plaque portant l'inscription « Défense de trotter » rappelle qu'au temps de la traction hippomobile, les limitations de vitesse étaient déjà en vigueur.

Lieux et monuments d'Orbigny
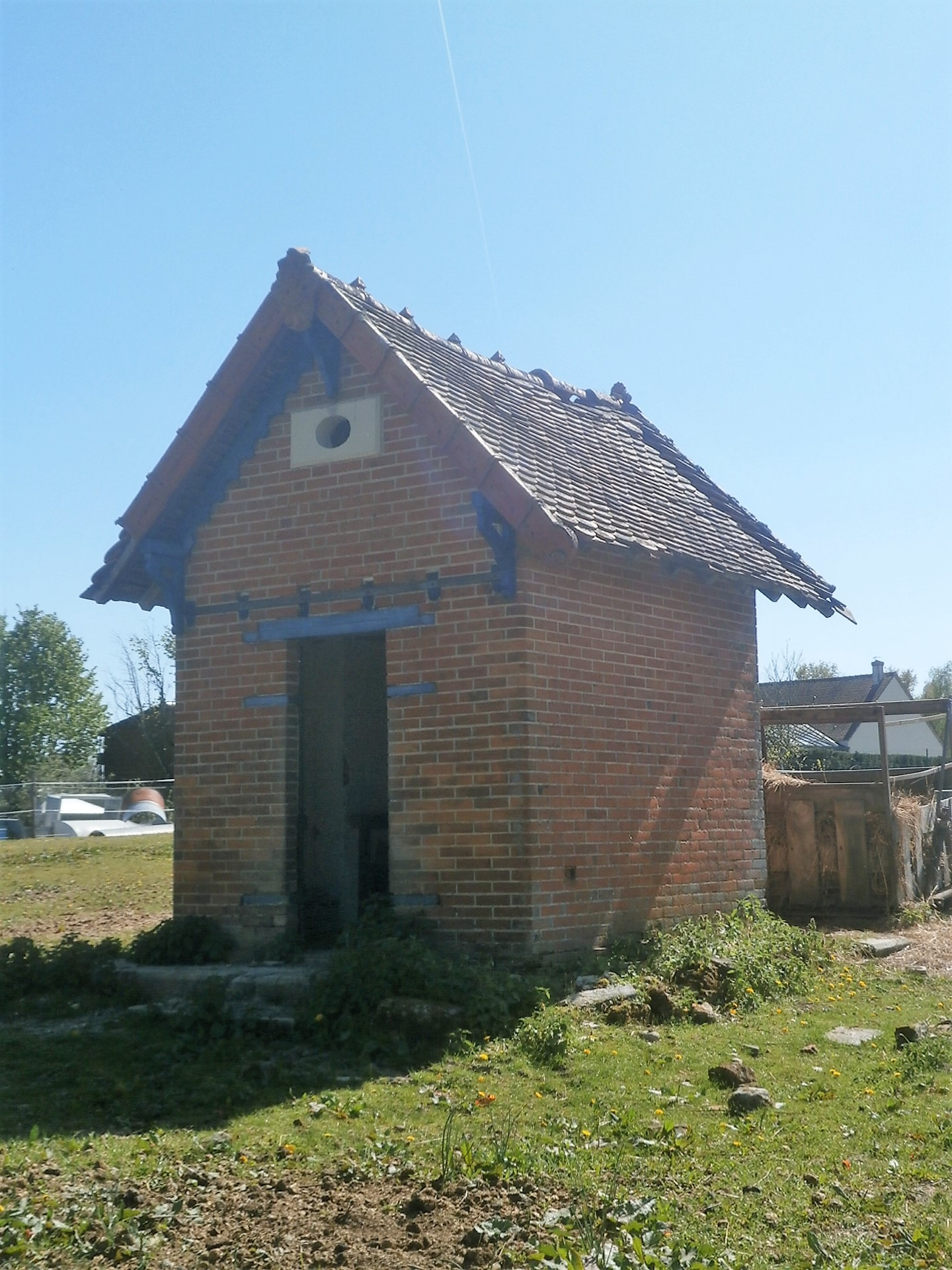
Loge de vigne en briques.
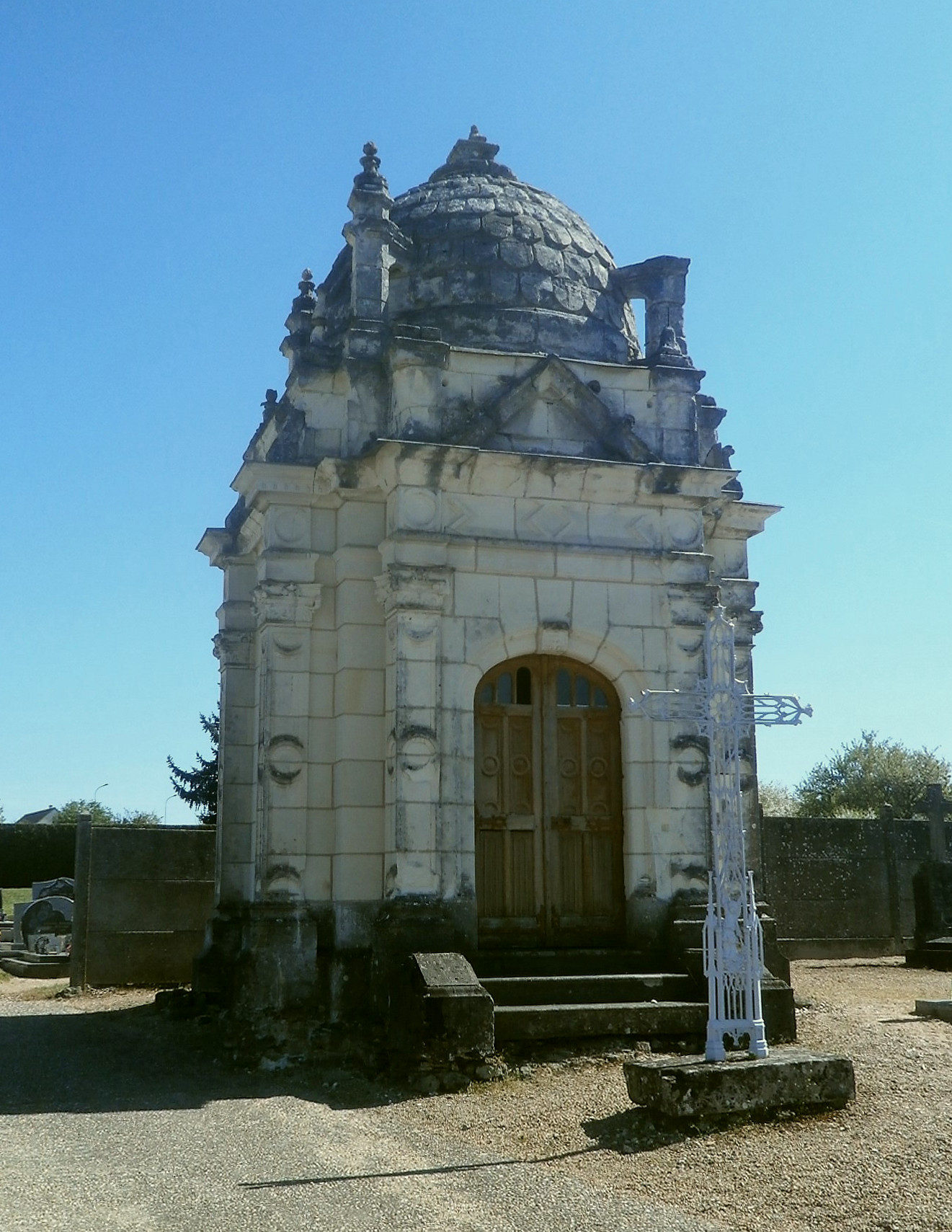
Chapelle du cimetière.
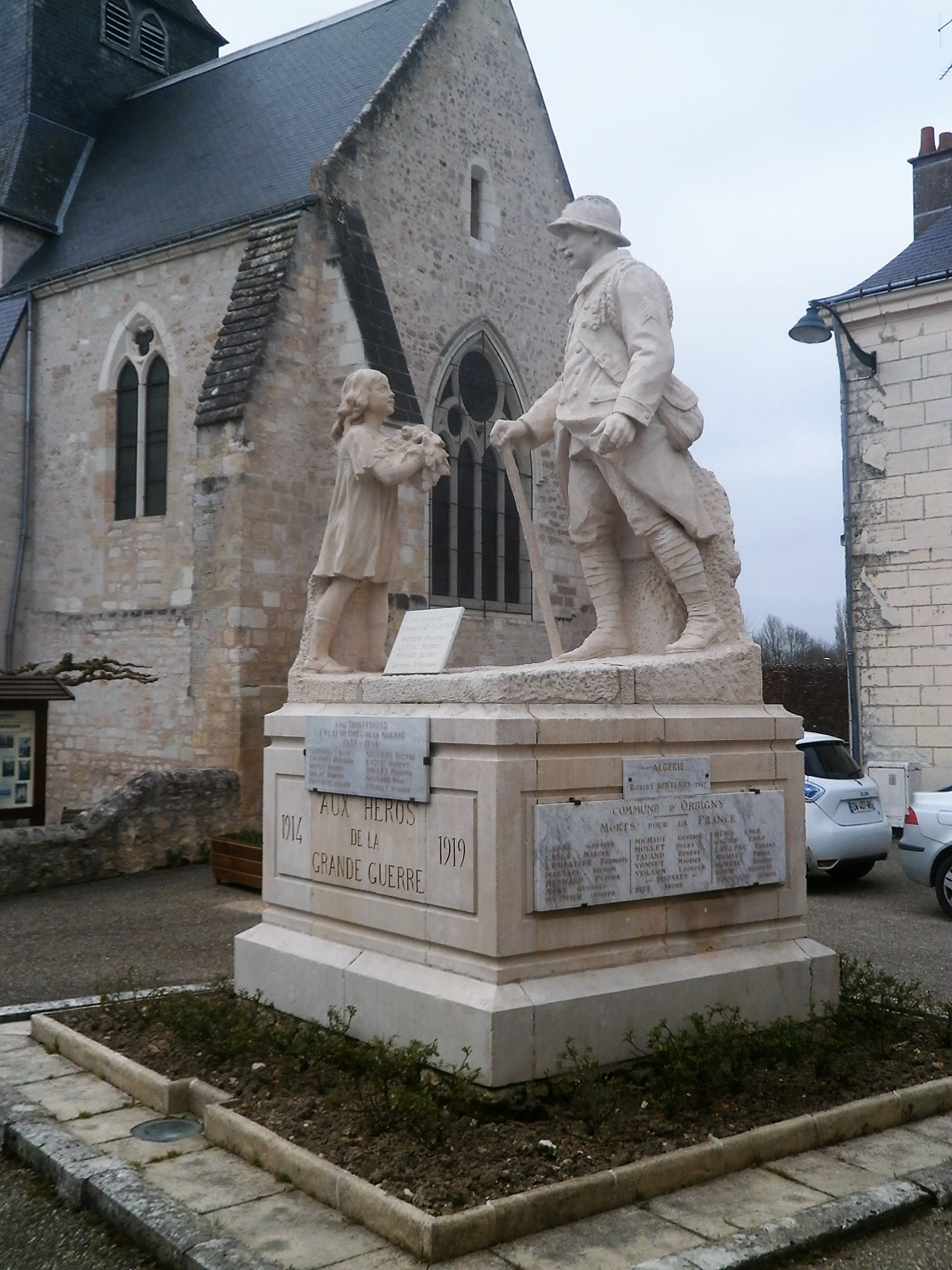
Monument aux morts.
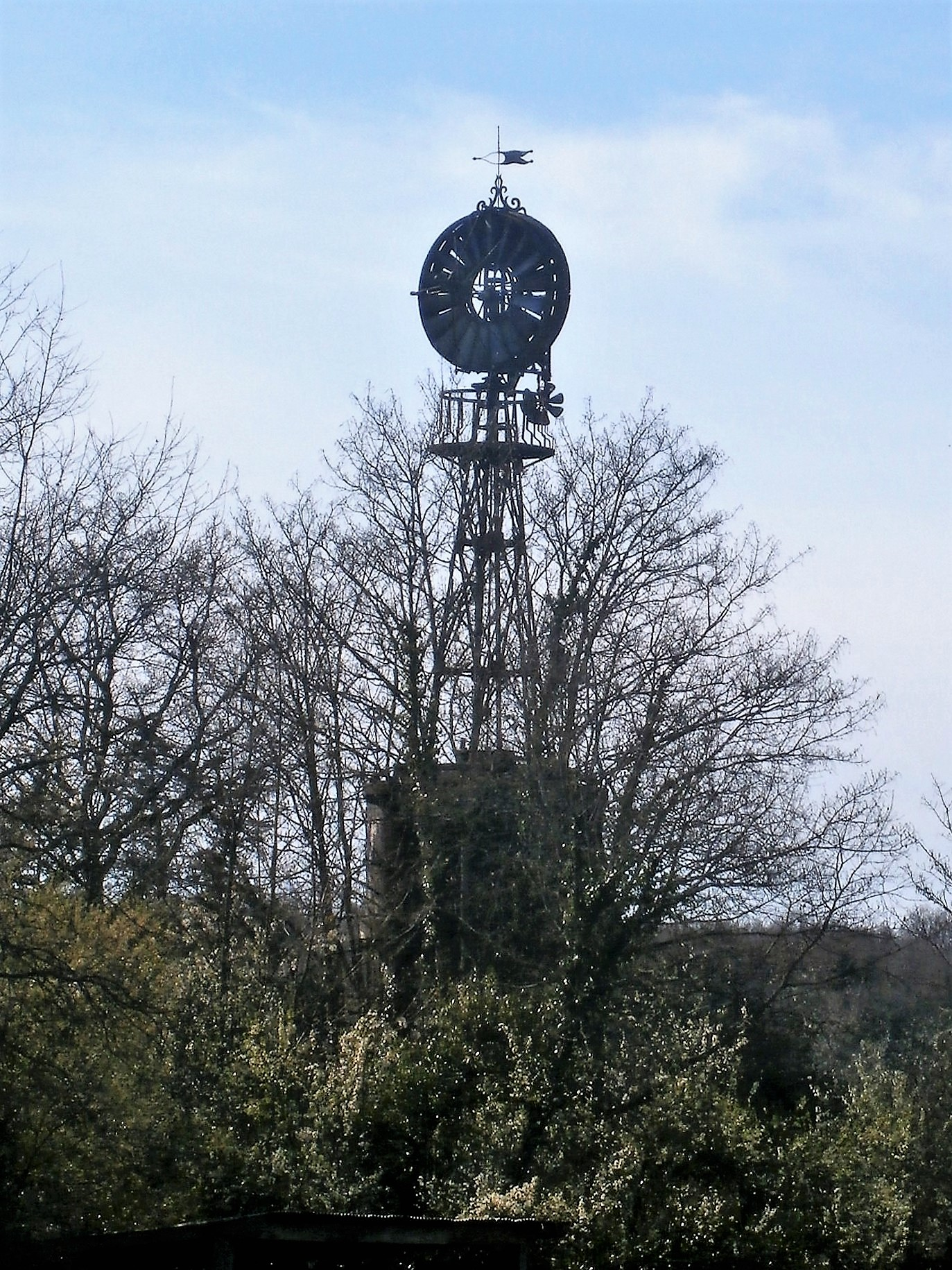
Éolienne Bollée.
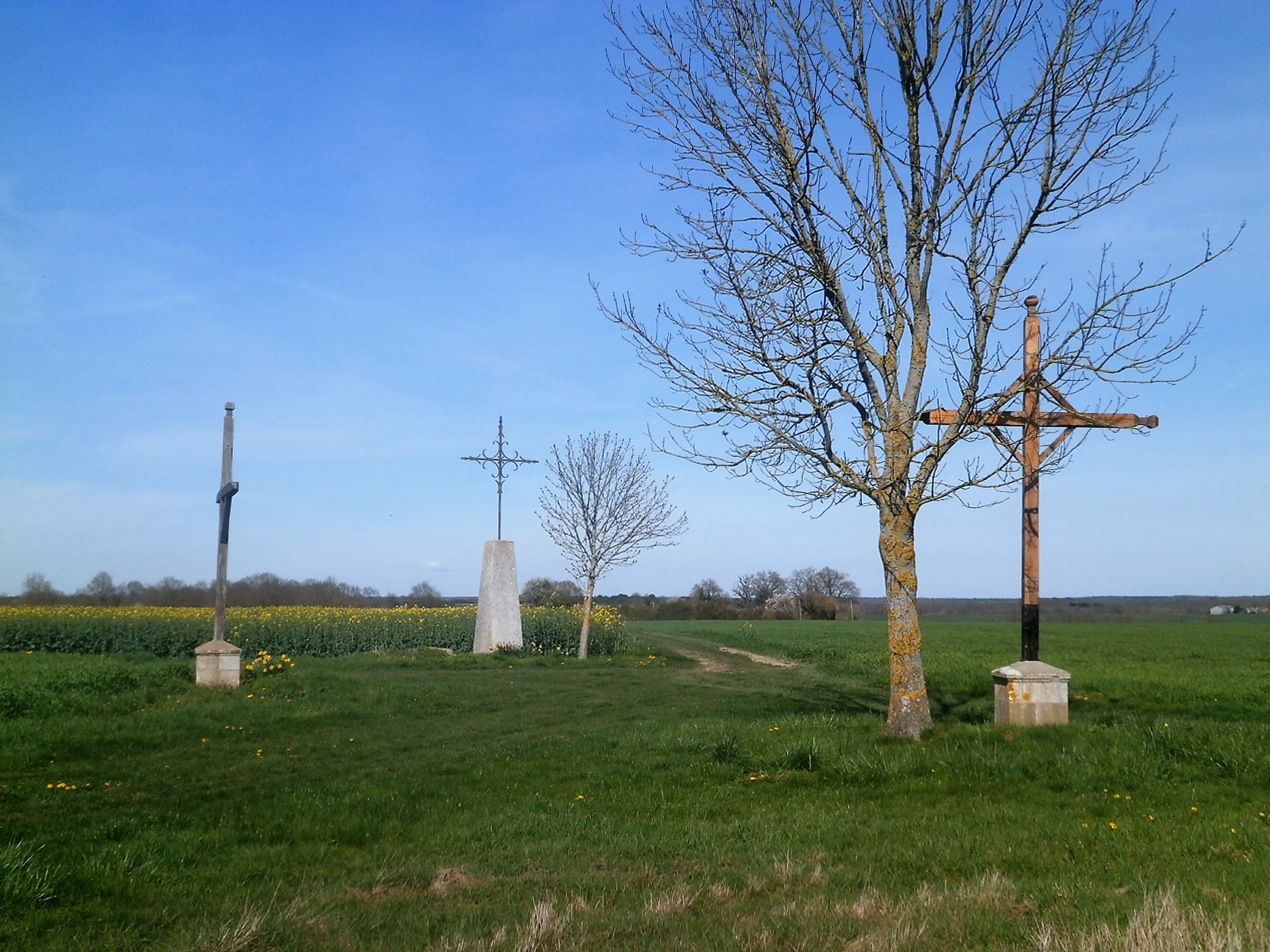
« Les Trois-Croix » : de gauche à droite Beaumont-Village, Orbigny et Villeloin-Coulangé.
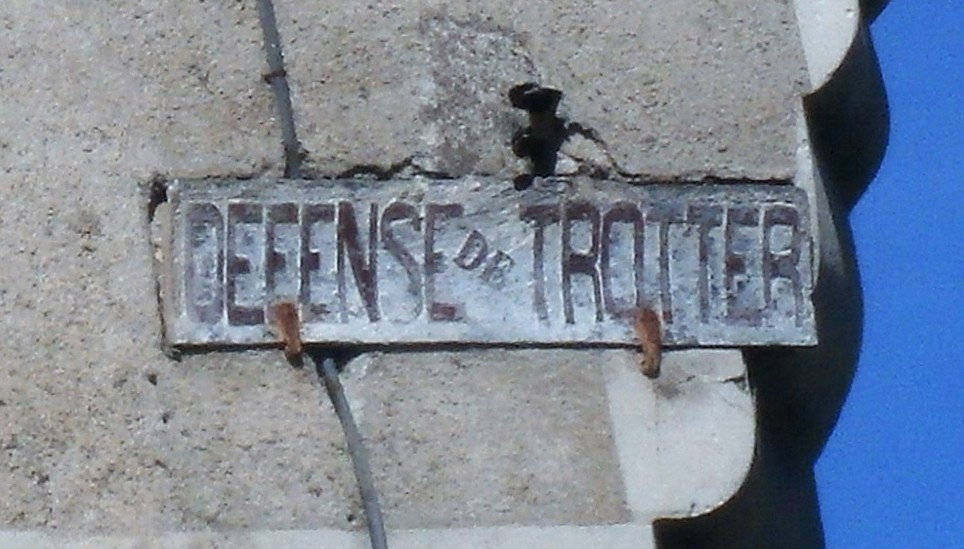
Limitation de vitesse hippomobile.

### Patrimoine naturel
Aucune partie du territoire communal n'est incluse dans un site Natura 2000 ou une zone naturelle d'intérêt écologique, faunistique et floristique. Cependant, même si elle a été surexploitée et que les plantations récentes de résineux en ont altéré la biodiversité floristique naturelle, la forêt de Brouard reste un conservatoire pour la flore, mais surtout la faune, car elle est peu fréquentée. Elle abrite ainsi plusieurs espèces d'orchidées sauvages appartenant aux genres Cephalanthera, Ophrys et Orchis, une population importante de grands cervidés et c'est là que fut capturée, au milieu du XXe siècle, l'une des dernières genettes observées en Indre-et-Loire.

### Patrimoine gastronomique
La commune se trouve dans les aires géographiques et dans les zones de production du lait, de fabrication et d'affinage des fromages sainte-maure-de-touraine et valençay, ces deux produits bénéficiant d'une appellation d'origine protégée (AOP) au niveau européen et d'une appellation d'origine contrôlée (AOC) au niveau national.
Rillettes de Tours, volailles du Berry et 120 types de vins tranquilles ou effervescents bénéficient d'une indication géographique protégée (IGP) s'ils sont produits sur le territoire d'Orbigny.

### Personnalités liées à la commune
Louis Gaëtan De Sigougné de la Ferté (1753,vers 1820), né à Orbigny, maire de la commune sous le Premier Empire, a participé à la Guerre d'Indépendance américaine ; le capitaine Louis de Sigougné, du Corps des Volontaires Armand, s'est distingué à la bataille de Yorktown les 14 et 15 octobre 1781, ce qui lui a valu d'être décoré de la médaille de Chevalier de l'Ordre des Cincinnatus.
Pierre Lepage (1909-1974), né à Orbigny, fut député de la deuxième circonscription d'Indre-et-Loire de 1962 à 1974.

### Héraldique
| Blason d'Orbigny | Les armes d'Orbigny se blasonnent ainsi : D’or à la fasce ondée d’azur accompagnée, en chef d’un pampre au naturel feuillé à dextre de trois pièces de sinople et fruité à senestre d’une grappe de raisin de pourpre et en pointe d’une gerbe aussi de sinople. Le devise de la commune est : Sans eux plus rien ne suis. |